# 総合車両製作所新津事業所
総合車両製作所新津事業所（そうごうしゃりょうせいさくしょにいつじぎょうしょ）は、新潟県新潟市秋葉区南町にある、総合車両製作所（J-TREC）の鉄道車両製造工場。
かつて官営鉄道新津工場として開設され、1994年（平成6年）6月に東日本旅客鉄道（JR東日本）が新津車両所（にいつしゃりょうしょ）を改組して発足させた新津車両製作所（にいつしゃりょうせいさくしょ、英称：Niitsu Rolling Stock Plant）を前身とする。
東日本旅客鉄道新潟支社が所管していたが、2012年に東急より事業譲受したJ-TRECへ車両製造業務を一本化することに伴い、本事業所に関する業務・資産を2014年（平成26年）4月1日付で会社分割により譲渡し、現在の体制となった。
新津車両製作所時代は、西武所沢車両工場が1999年（平成11年）に車両製造を終了して以降、鉄道事業者が直営する日本国内唯一の車両製造所となっていた。JR東日本では、車両の調達コスト抑制と車両生産の技術向上を自社生産の目的として掲げてきたが、前掲のJ-TRECへの鉄道車両製造事業の一本化に伴い、JR東日本の子会社という位置付けへと変化している。
本事業所で整備された車両に記される略号は「NT」（NiiTsu）。

## 製造工場
素材となるステンレス板を加工するところから生産を行い、台車も当所で製造している。またCAD・CAMやロボットを活用した効率性の高い生産を行っている。
さらに、当所と総合車両製作所横浜事業所、JR東日本の各支社、東京総合車両センター・長野総合車両センターとは専用回線による情報ネットワークが構築されており、社内各部門とネットワーク環境下で設計情報などを共有しながら設計・製造を行うことが可能である。
2008年（平成20年）10月に放送された『あしたをつかめ』において、当所で働く社員の仕事が紹介された。また、2003年（平成15年）7月に発売されたのりもの探検隊では、当時製造中であったE231系（常磐線快速電車用）の制作過程を、2009年（平成21年）8月4日に放送された『生中継 ふるさと一番!』でも当所が紹介された。
2013年（平成25年）12月18日、JR東日本の取締役会において、当所の車両製造事業とそれに係る資産や負債、権利及び義務（ただし当所でのJR東日本従業員とJR東日本との雇用契約を除く）を総合車両製作所に譲渡し、車両製造の一元化を図ることが決議された 。
2018年（平成30年）2月14日、当所の車両製造両数が累計で5,000両を迎えることとなり、記念式典が挙行された。式典では、当初は3日に1両の製造能力が、現在は1日1両に上がっていることや、5,000両目となるクハE235-16に記念プレートが取り付けられる予定が述べられた。
なお、JR東日本テクノロジーに製造工程の一部を委託していたが、2021年（令和3年）4月を以って総合車両製作所へ承継し、新津事業所を閉所した。

## 沿革
日本国有鉄道新津工場にその歴史が始まる。同工場は鉄道省時代の1941年（昭和16年）1月に開設され、貨車などの新造や木造雪かき車の鋼体化改造を行ったこともあったが、基本的に修繕・保守拠点としての役割を果たしていた。

### 車両製作所へ転換する以前の車両新造
転換前は車両の改造・修繕が主な業務であったが、例外的に107系の製造も行っていた。これは新津車両製作所の発足に先駆けて社員の技術向上を目的としたもので、以後の基礎となっているものも多い。
その後、当時東急車輛製造横浜製作所の近くに立地していた大船工場では205系500番台、901系、209系、E217系のそれぞれ一部車両の製造を手掛けており、当所の発足に至っている。

### 車両新造事業への転換
国鉄分割民営化後、JR東日本は国鉄時代に引き続き鉄道車両の改造・検査・修繕を中心に業務を行っていたが、1994年（平成6年）10月、車両の計画から設計、製造、運用、保守、廃車後のリサイクルに至る「車両トータルマネジメントの実現」を目標に、新津車両所を電車の新造工場に改組転換し、東急車輛製造（当時）からの技術供与により電車の製造を開始した。
設立当初は東急車輛製造で製造している車両を当所でも生産する方式だったが、技術力の強化を目的に209系950番台（のちにE231系900番台へ改番）では設計段階から東急車輛製造と共同で製造を手掛けた。
JR東日本が自社で製造工場を所有したのは、JR東日本初代会長を務めた山下勇の基本哲学である「どんな会社であれ、技術が会社発展の原点である。技術なくして会社の発展はありえない」から、会社として技術力を高めることとモノ作りの重要性を得るため、山下の強いリーダーシップにより実現にこぎつけた。当初の計画では年間200両の生産を目指していたほか、特急形車両の生産も計画されていた。修繕工場から製造工場への転用のため、建物や機械の整備など約180億円の費用を要した。
設立の背景
- 総合的技術レベルの向上
- プロダクトライフサイクル保有による車両改良
- 経営資源（設備・要員）の有効活用

車両新造工場の計画にはJR東日本自社だけではできず、三井造船（生産設備）、東急車輌製造（技術提携）が協力している。1993年（平成5年）3月の新津車両所での検査修繕終了後、作業員はJR東日本大井工場、大宮工場、大船工場や、新津車両製作所発足に協力した三井造船・東急車輌製造の製造工場に出向し、製造技術や溶接技術の習得を行った（工場名・社名は当時）。
JR所管時にこの工場で落成した車両の車内ステッカーに表記されている「新津車両製作所」の文字は、山下勇の筆がそのまま用いられている。
生産ピッチは3日で1両を生産していたが、段階的にピッチを上げていき、2001年（平成13年）5月17日以降は1日1両（稼働日）の生産ピッチとなり、年間平均250両、最大262両の生産体制となっている。

## 年表
- 1941年（昭和16年）1月16日 - 鉄道省新潟鉄道局新津工場として開設される[10]。1月27日より貨車の修繕を開始した[10]。
- 1942年（昭和17年）9月 - 運輸通信省新潟鉄道局新津工機部に名称変更[9]。
- 1949年（昭和24年）6月 - 日本国有鉄道（国鉄）新潟鉄道局新津工機部となる[9]。
- 1950年（昭和25年） - 1973年（昭和48年） - 新津工場に名称を変更[9]。貨車以外に気動車、客車、機関車、電車の修繕も実施していた[9]。
- 1964年（昭和39年）3月 - 赤外線を使用した貨車乾燥装置設置[11]。
- 1971年（昭和46年）3月6日 - 構内で除雪機関車の自動操縦試験[12]。
- 1973年（昭和48年）9月 - 新津車両管理所に名称変更[9]。
- 1985年（昭和60年）3月 - 新津車両所に名称変更[9]。
- 1987年（昭和62年）4月1日 - 国鉄分割民営化、JR東日本が継承[9]。
- 1988年（昭和63年）6月27日 - 当所で製造された107系[備 1]が完成、記念式挙行[13]。
- 1990年（平成2年）12月 - JR東日本本社運輸車両部に車両新造プロジェクトが発足する[9]。
- 1991年（平成3年）8月・9月 - 東京・有楽町の東京交通会館に車両新造準備事務所が発足[9]。
- 1992年（平成4年）7月23日 - 製造工場建設の起工式が行われる[9]。
- 1993年（平成5年）
  - 3月31日 - 製造工場への転換のため、52年間続いた車両検査・修繕業務を終了[9]。
  - 8月 - 新津車両製作準備事務所発足。有楽町で行っていた製造工場関連の業務が、新津に移転し始める[9]。
- 1994年（平成6年）
  - 6月 - 新津車両製作所に名称変更、正式に発足する[9]。
  - 10月3日 - 新津車両製作所操業開始式挙行、同日より操業開始[9][14]。
- 1995年（平成7年）4月7日 - 新津車両製作所製の第1編成となる、209系浦和電車区（当時）第36編成の10両編成中9両が完成[注 2]
- 1998年（平成10年）3月 - 品質マネジメントシステムについてISO9001認証取得。
- 1999年（平成11年）2月 - 環境マネジメントシステムについてISO14000認証取得。
- 2014年（平成26年）4月 - JR東日本新津車両製作所の事業を総合車両製作所新津事業所へ継承。
- 2019年（平成31年、令和元年）- 製造車両数が500両を超えた。

## 製造車両

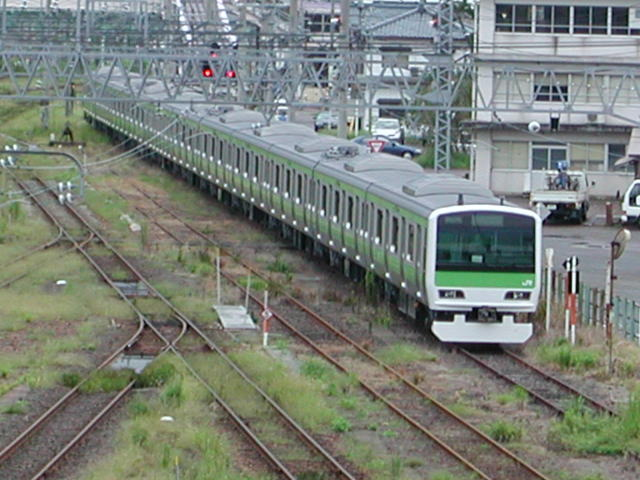
新津車両製作所で製造されたE231系（2004年9月 新津駅）

JR東日本新津車両製作所としては、1995年（平成7年）4月に落成した209系の浦和電車区第36編成（10両編成のうち9両）が竣工第1号となる。車両工場として操業を開始して以来、主に首都圏で使用する新系列車両のうち、通勤形・一般形電車を製造している。
また、JR東日本の車両以外にも同社の通勤電車をベースとした私鉄などの車両製造も行っている。これは自社向けだけではなく、他社（顧客）向けの製造を行うことは品質や納期への責任感の向上、私鉄他社との情報交換など、両者のメリットを考慮したものである。なお、同系列車体の大量生産に特化した工場のため、新幹線車両や在来線特急用車両の生産実績はない。
1994年（平成6年）の操業から2014年（平成26年）3月31日までの新津車両製作所時代に製造された車両は累計で4,293両。

### JR東日本向け
JR東日本新津車両製作所時代に製造
- 209系[備 3]
- E217系
- E231系[備 4]

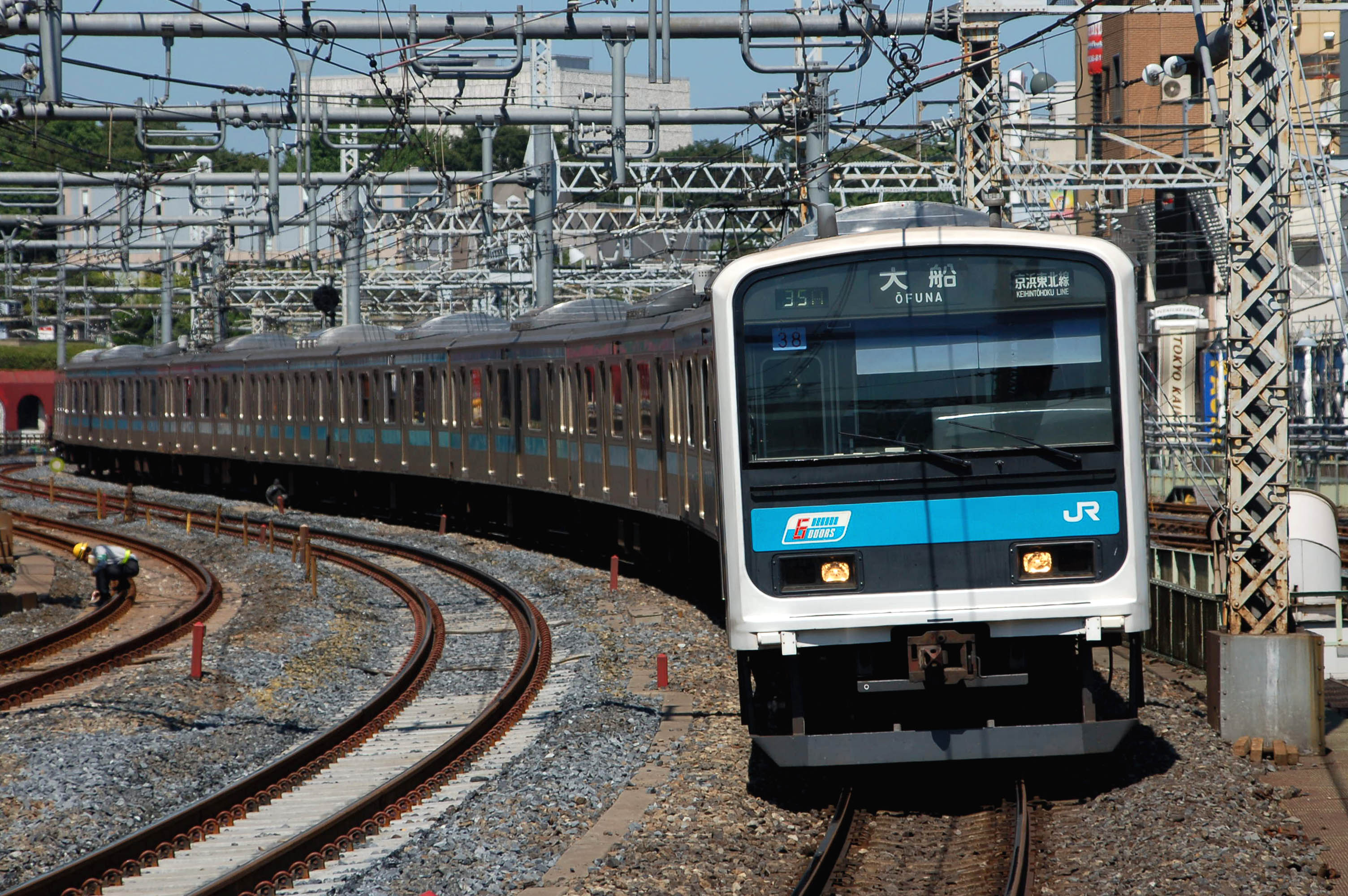
209系 （京浜東北線）
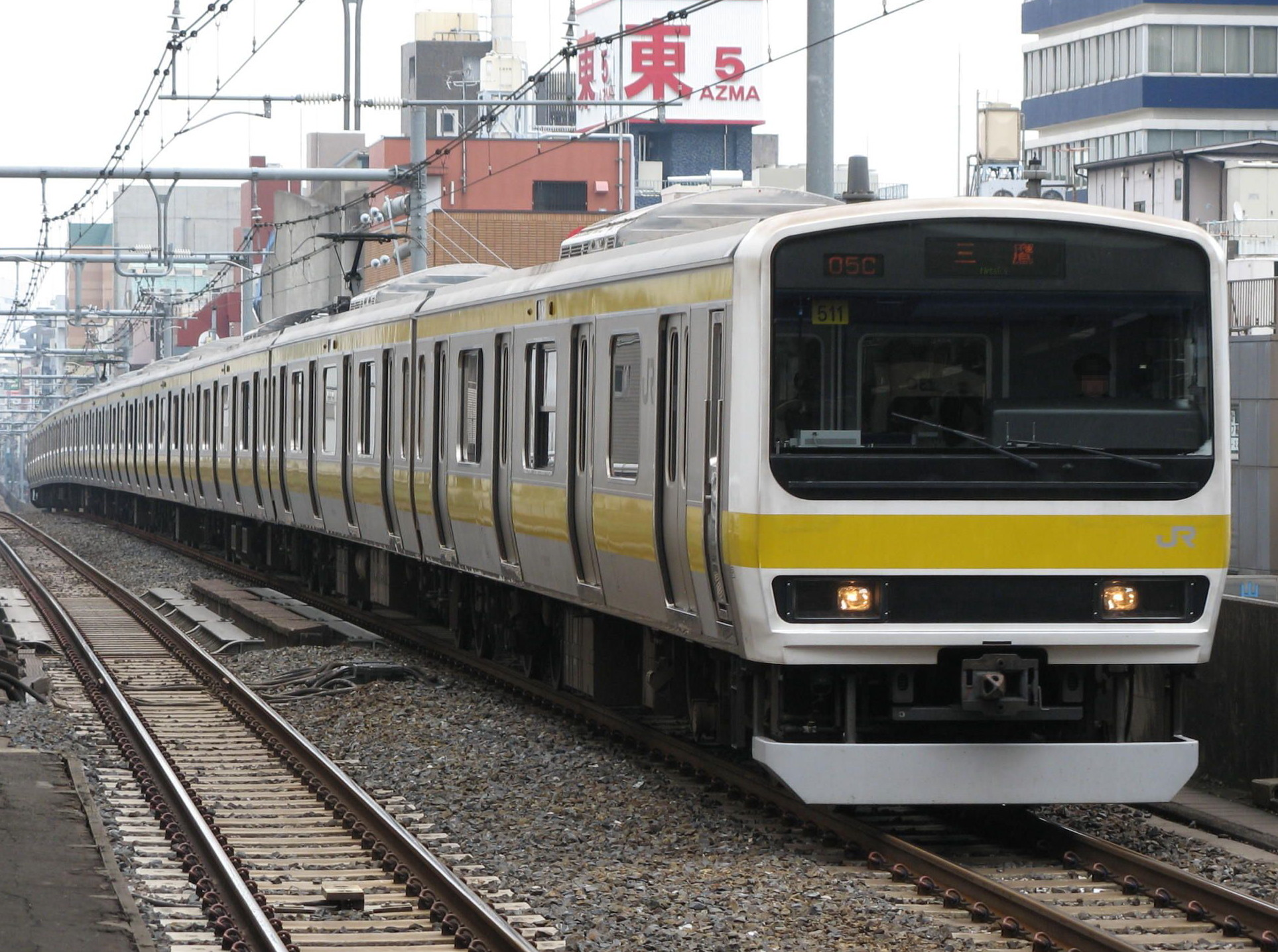
209系500番台 （中央・総武線）
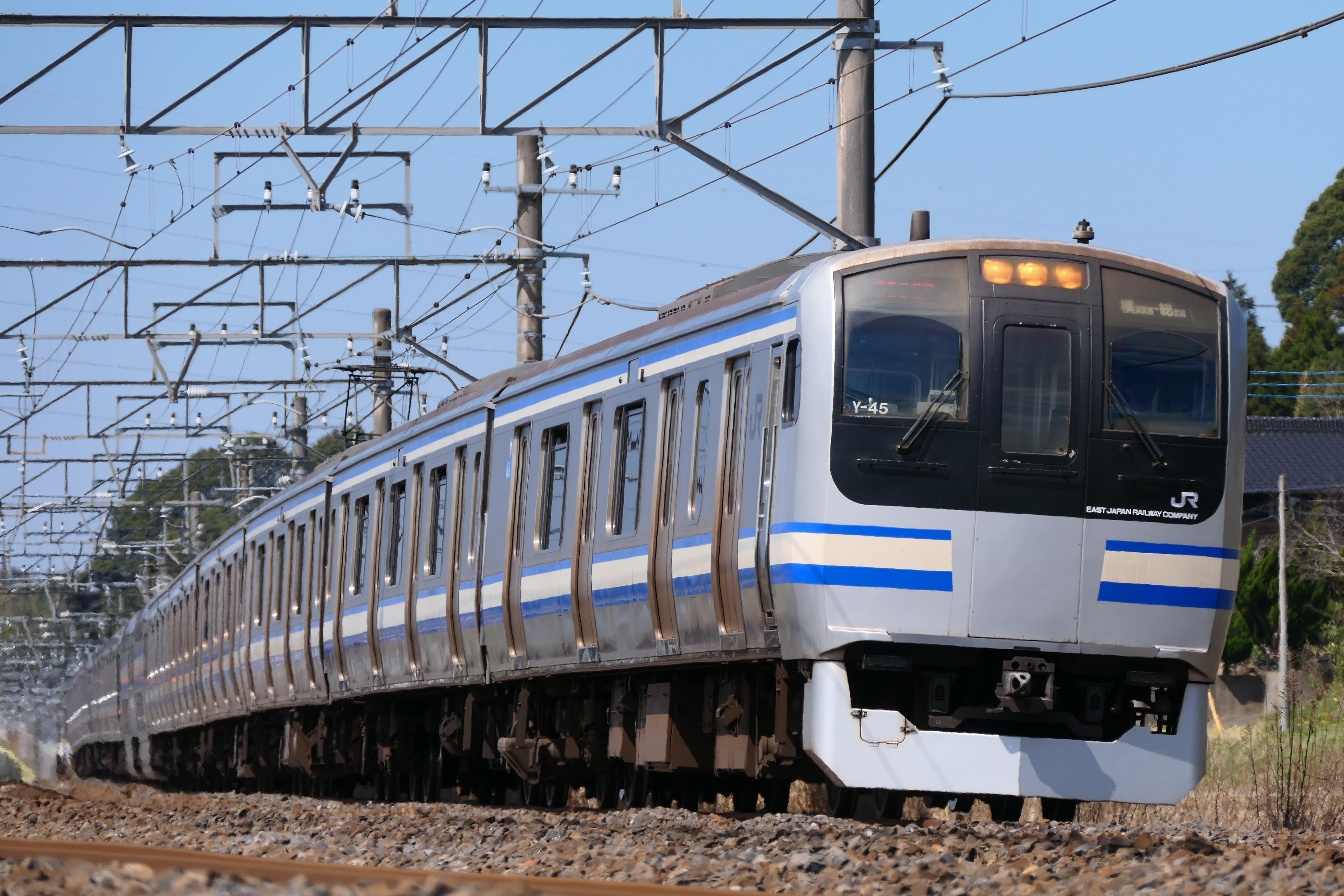
E217系 （横須賀・総武快速線）
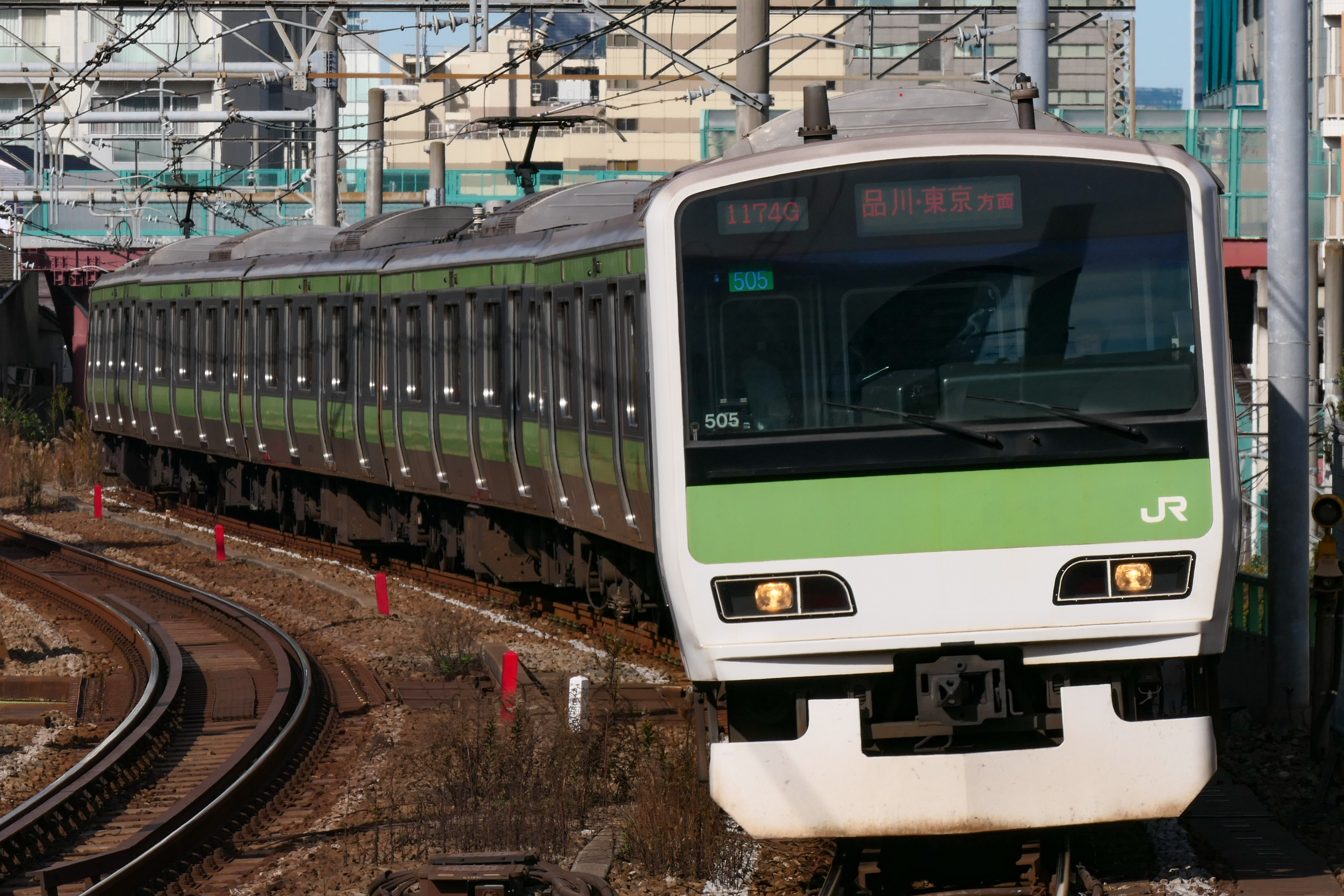
E231系500番台 （山手線）
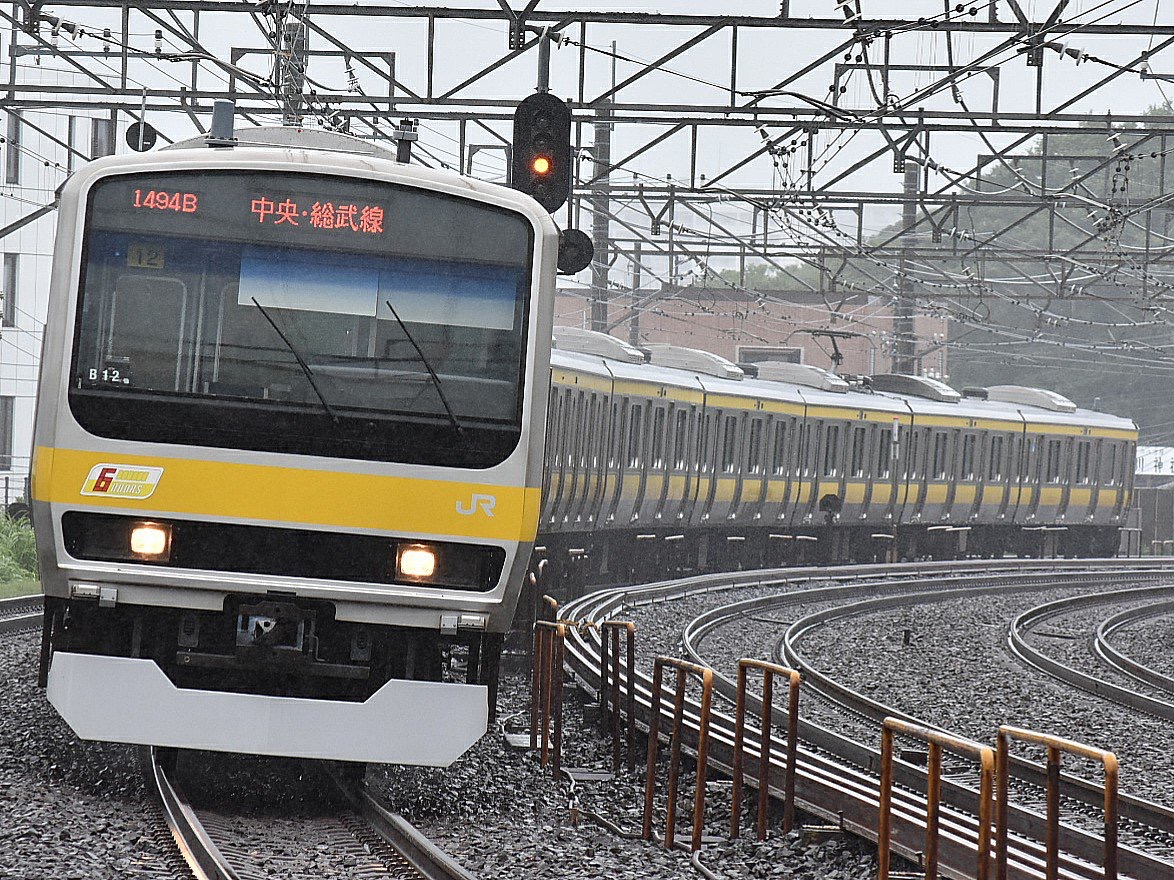
E231系0番台 （中央・総武線）
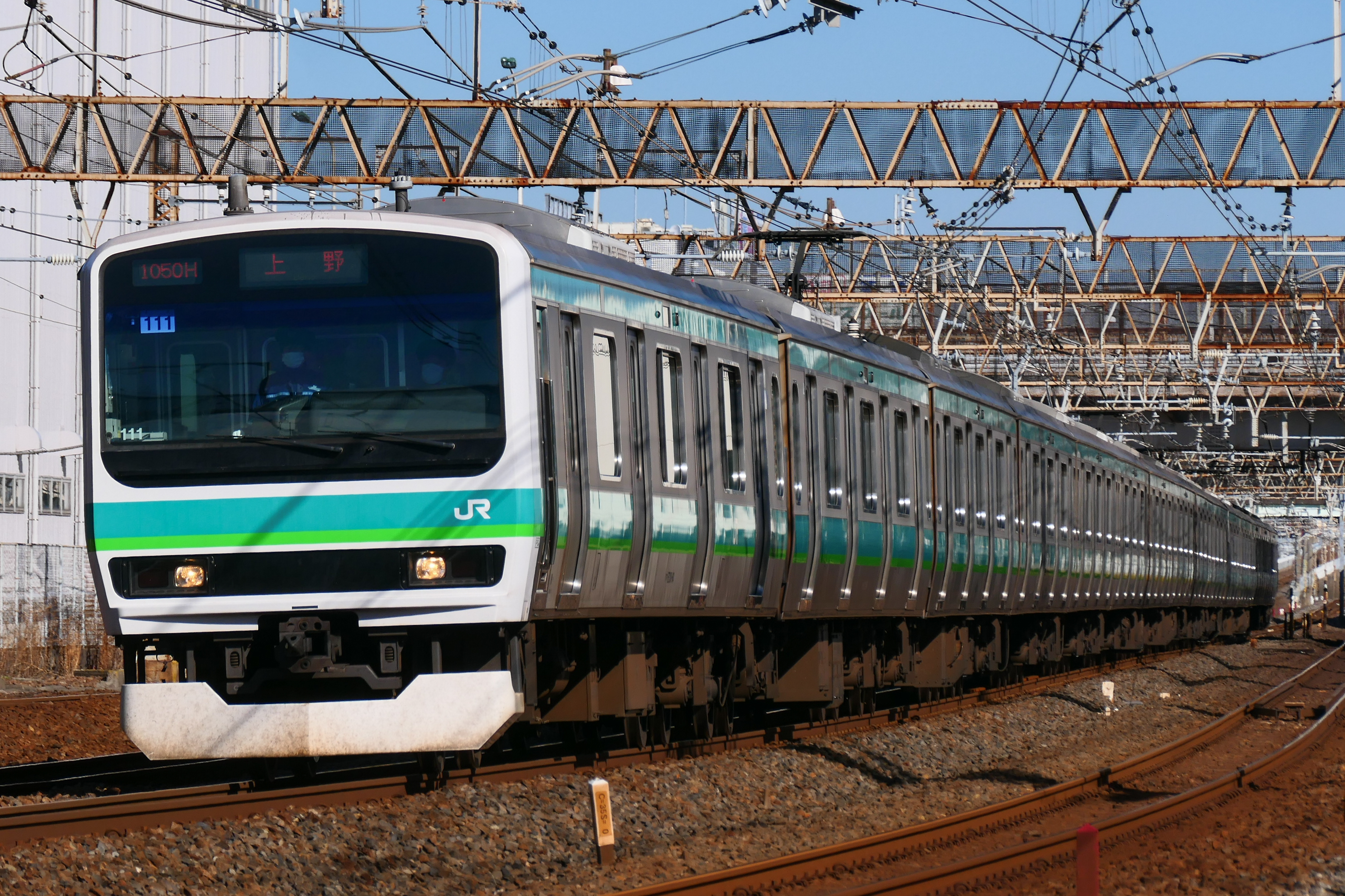
E231系0番台 （常磐線）
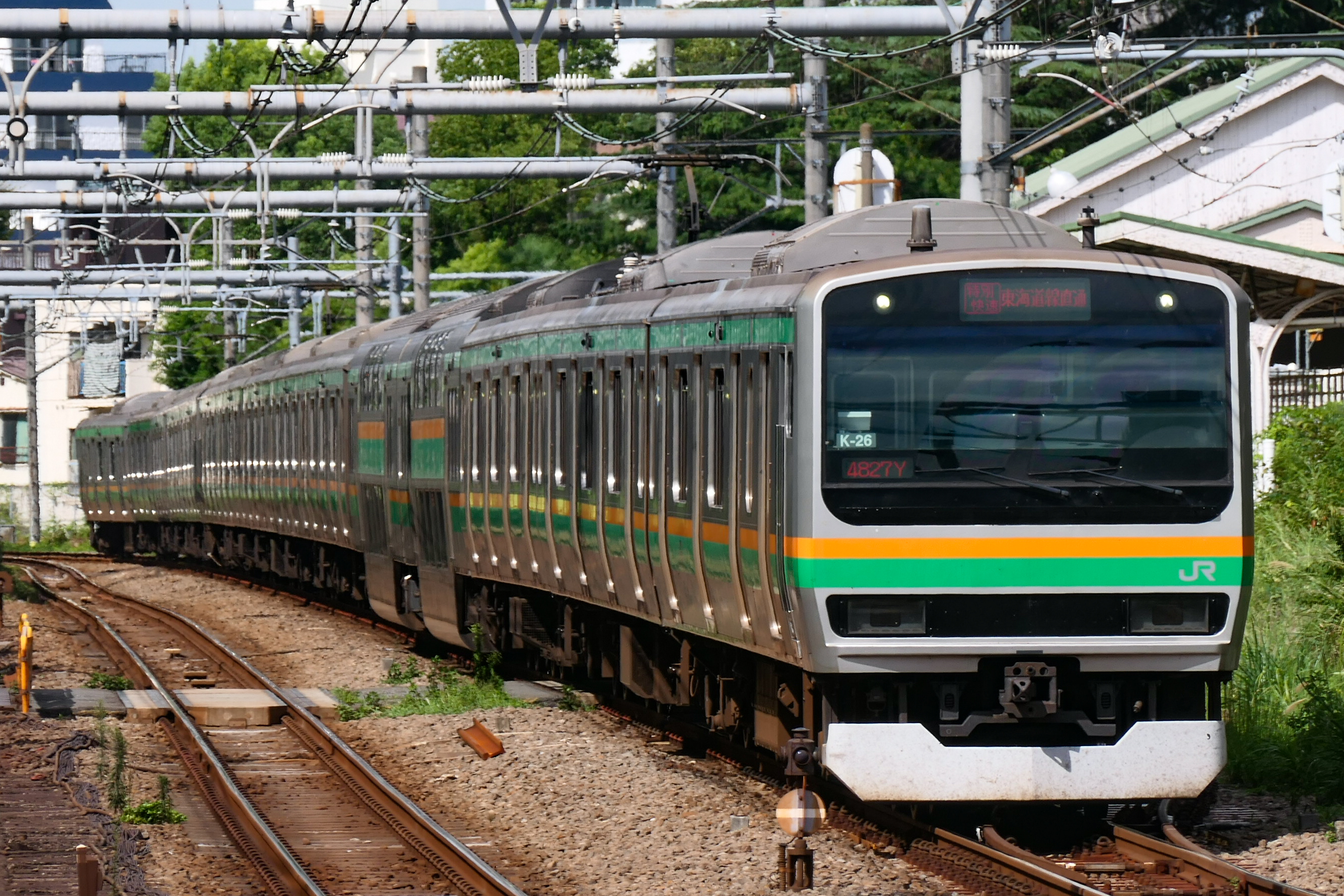
E231系1000番台 （東海道線など）

新津車両製作所時代に製造を開始し、総合車両製作所新津事業所への継承後も製造
- E233系[備 5]
- E531系

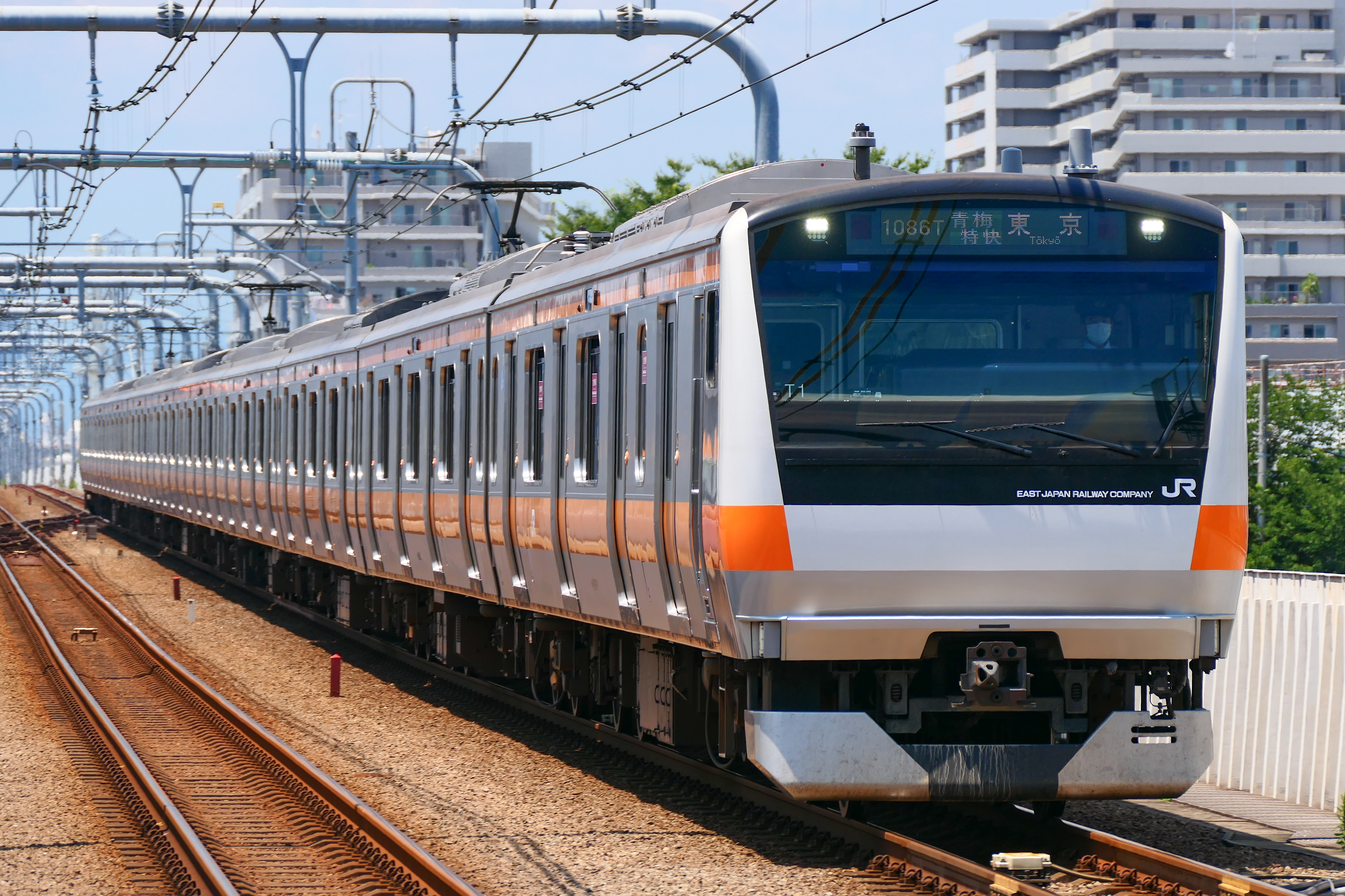
E233系0番台 （中央線快速）
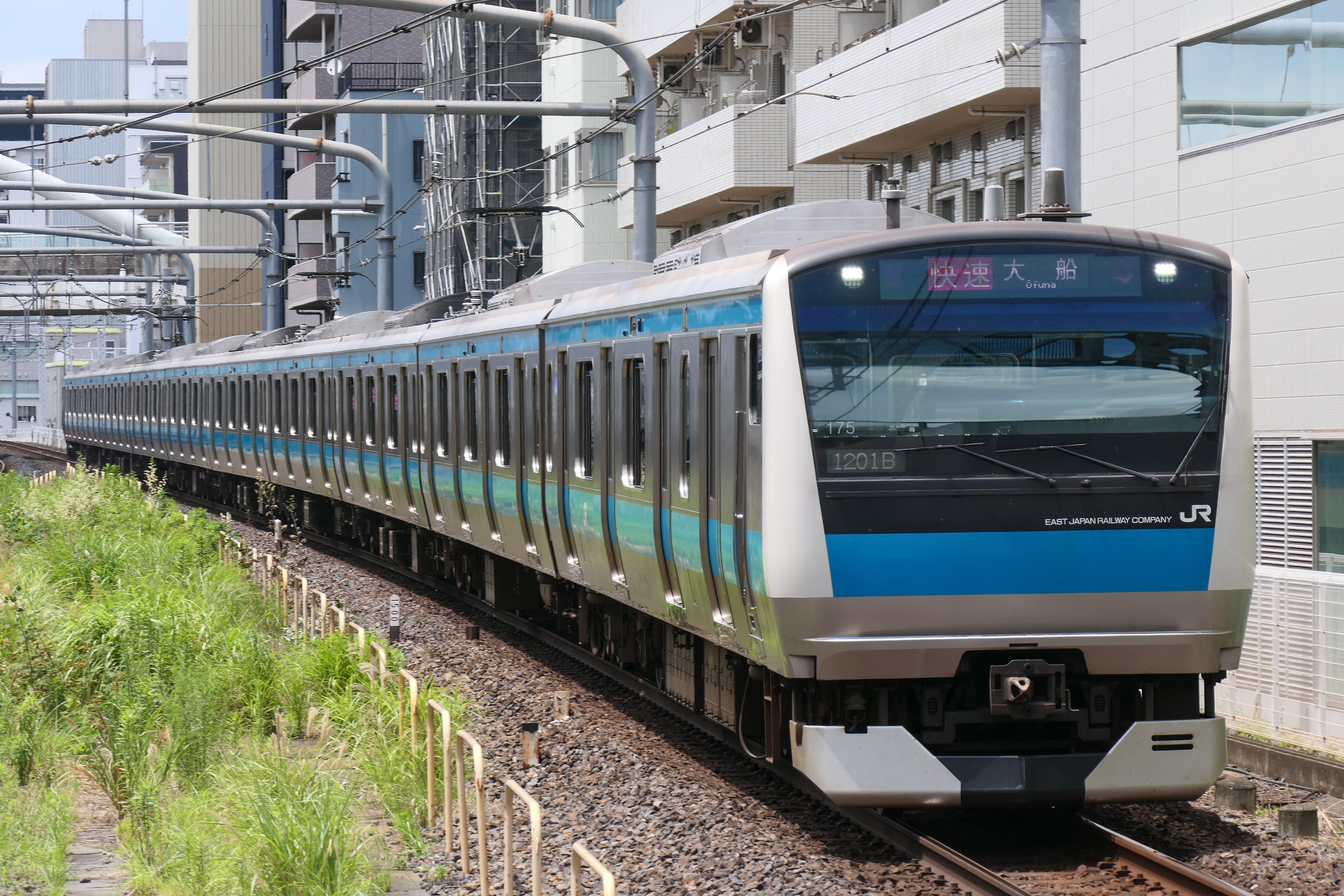
E233系1000番台（京浜東北線）
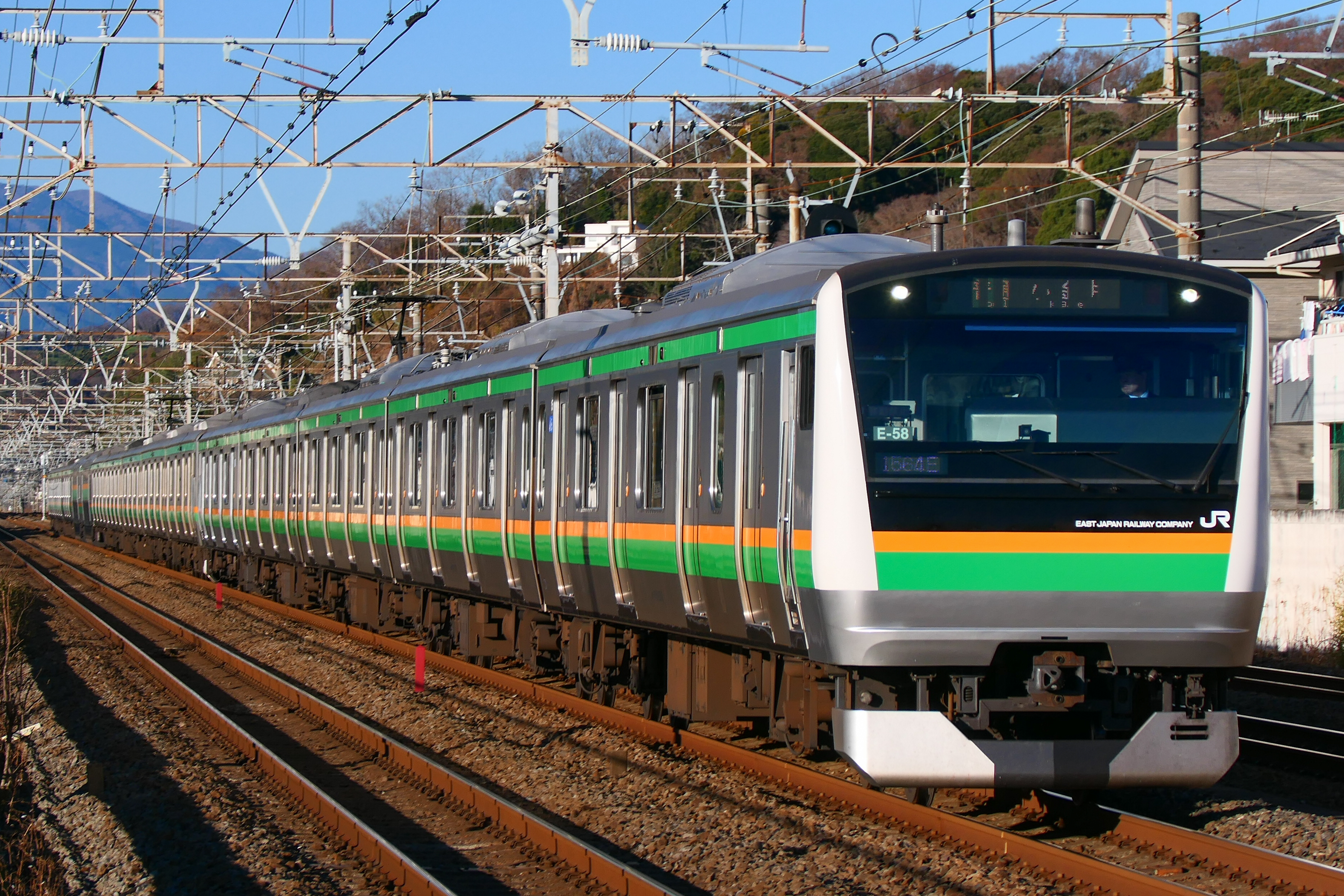
E233系3000番台（東海道線など）
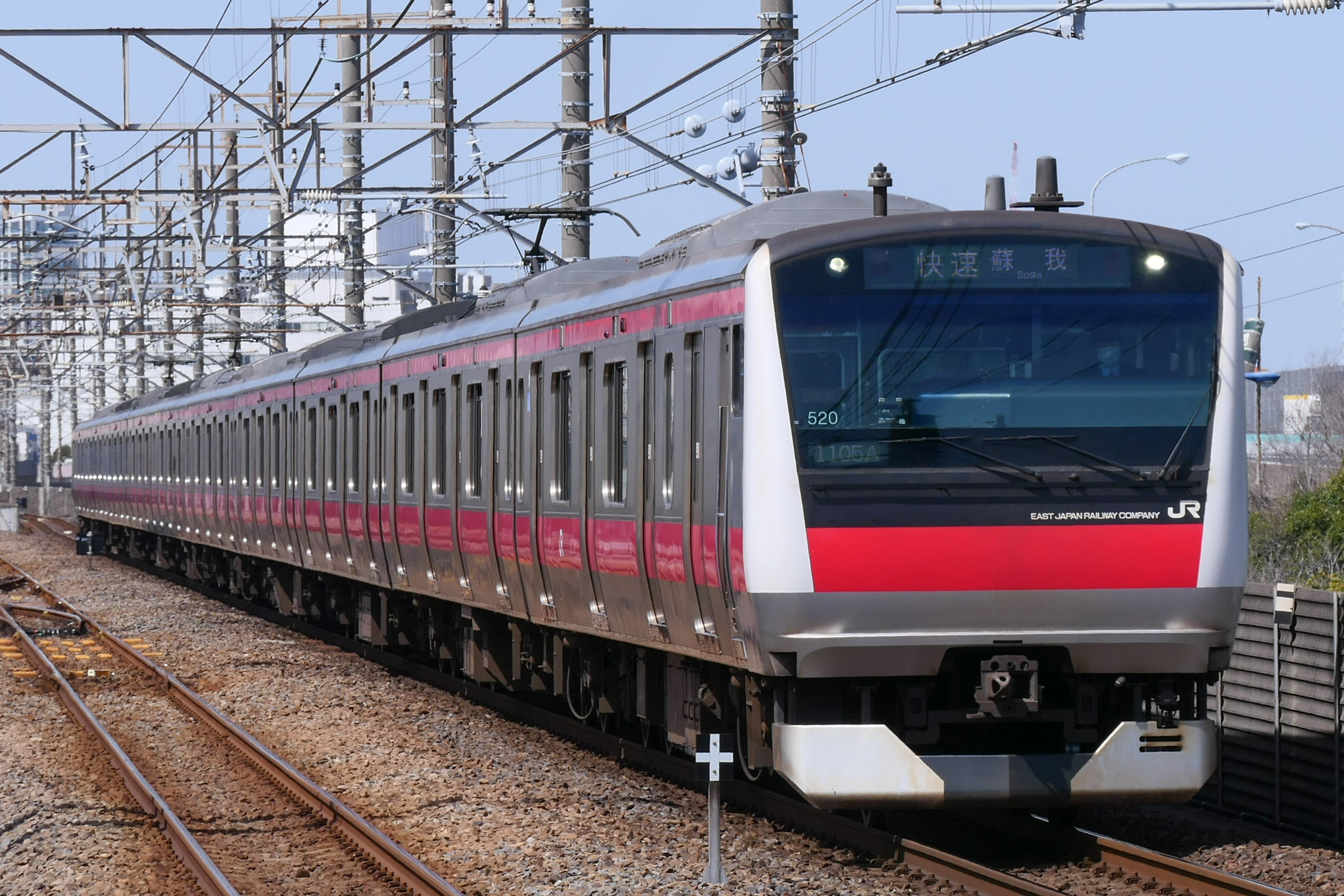
E233系5000番台（京葉線）
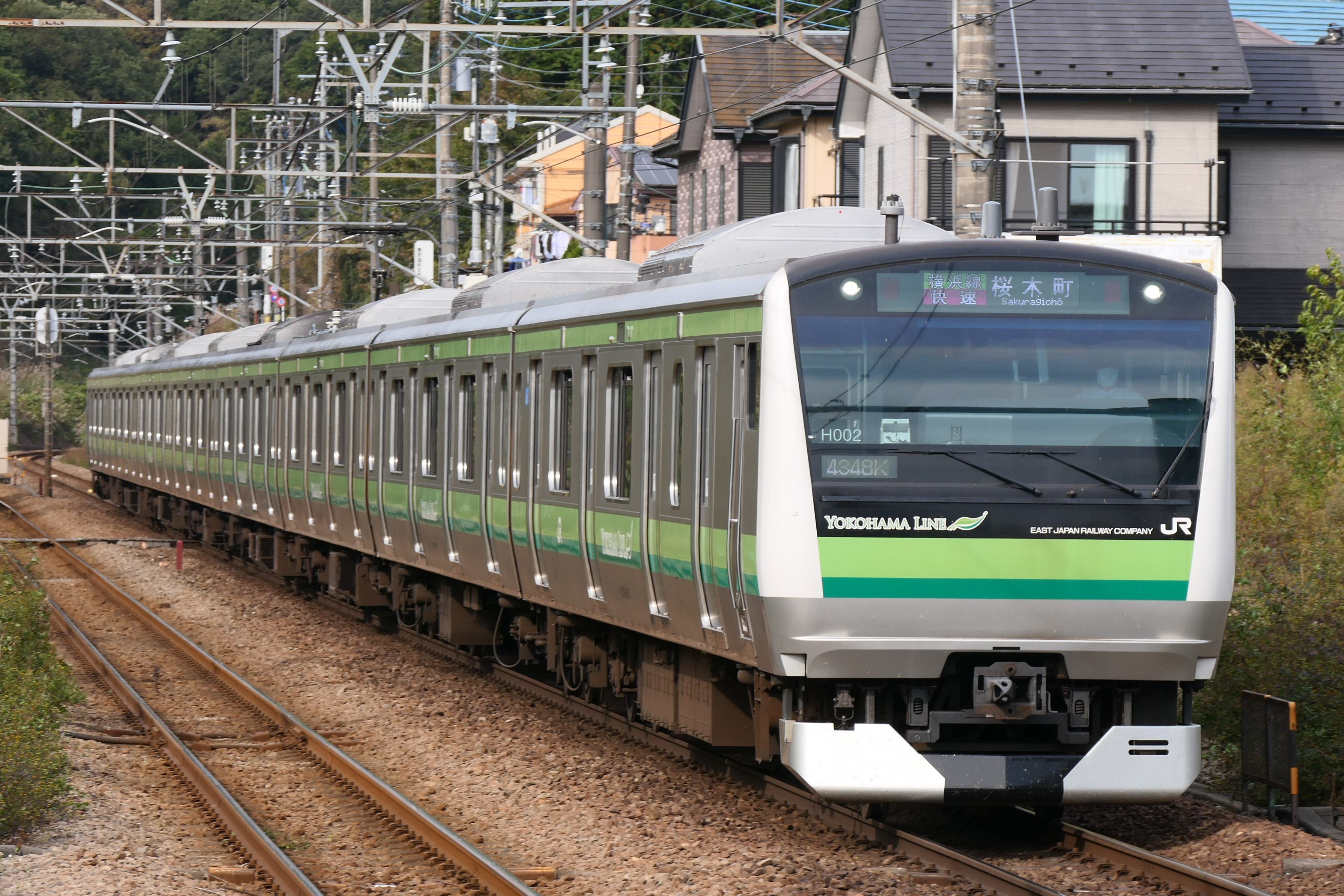
E233系6000番台（横浜線）
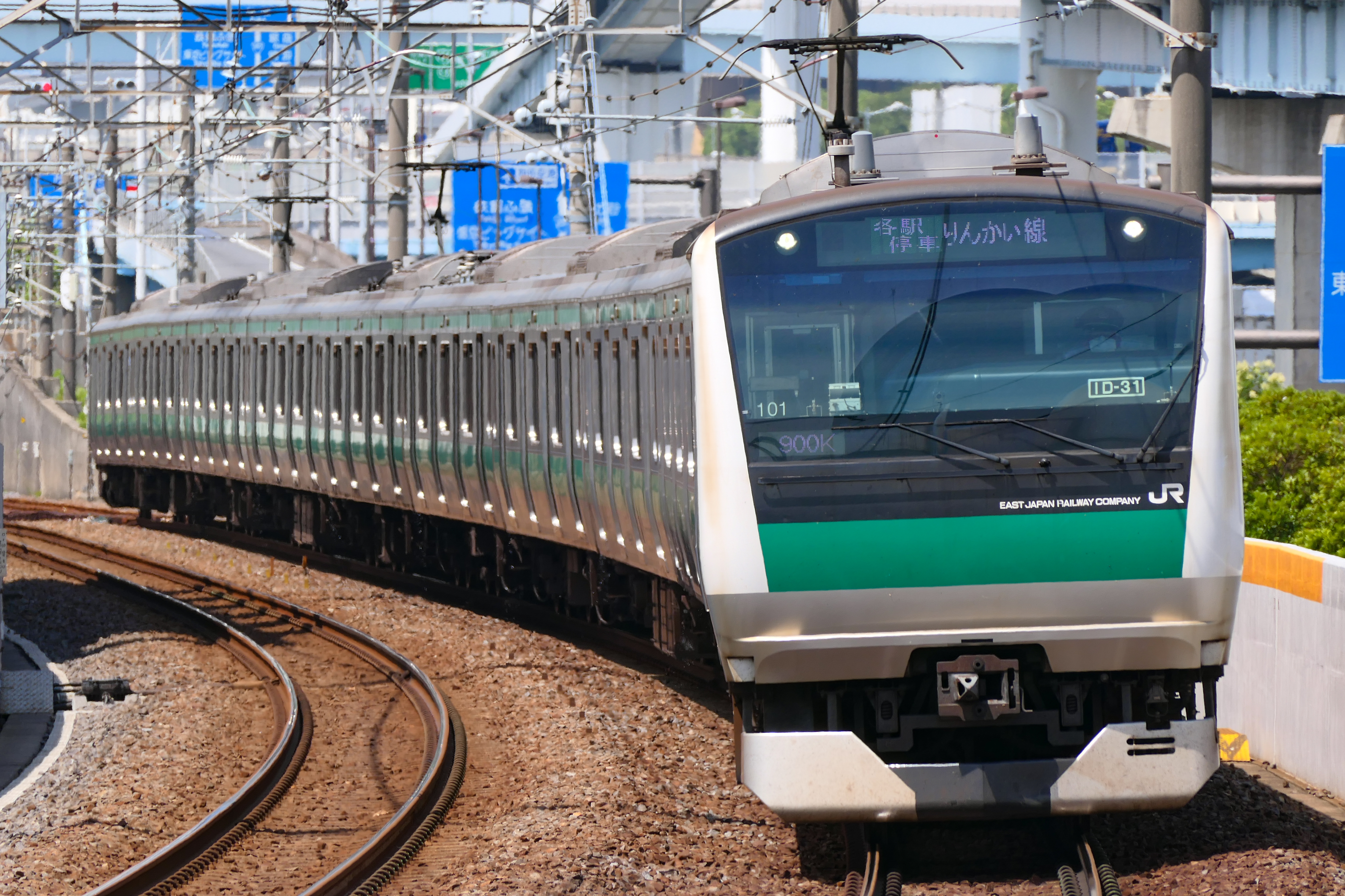
E233系7000番台（埼京線）
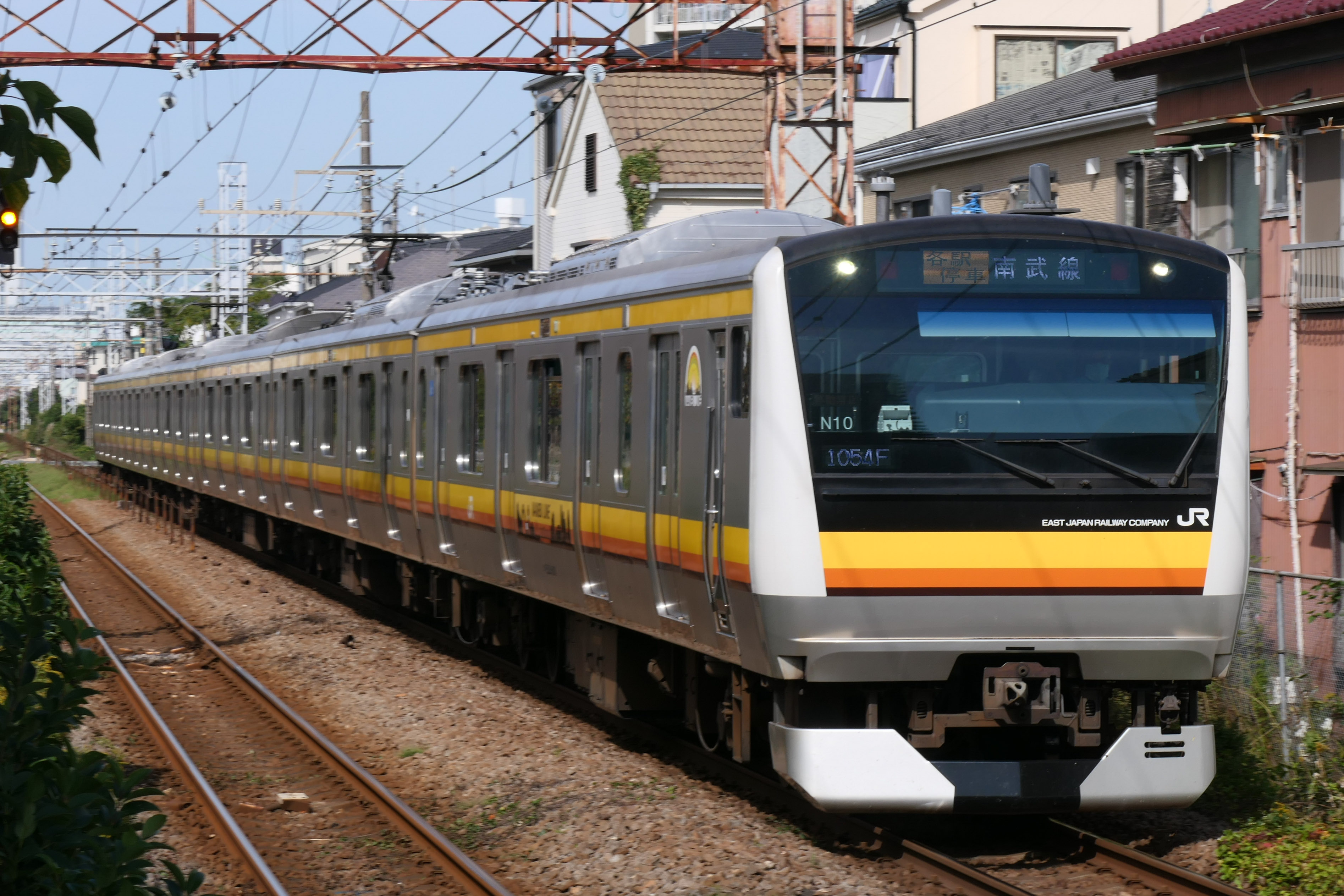
E233系8000番台（南武線）
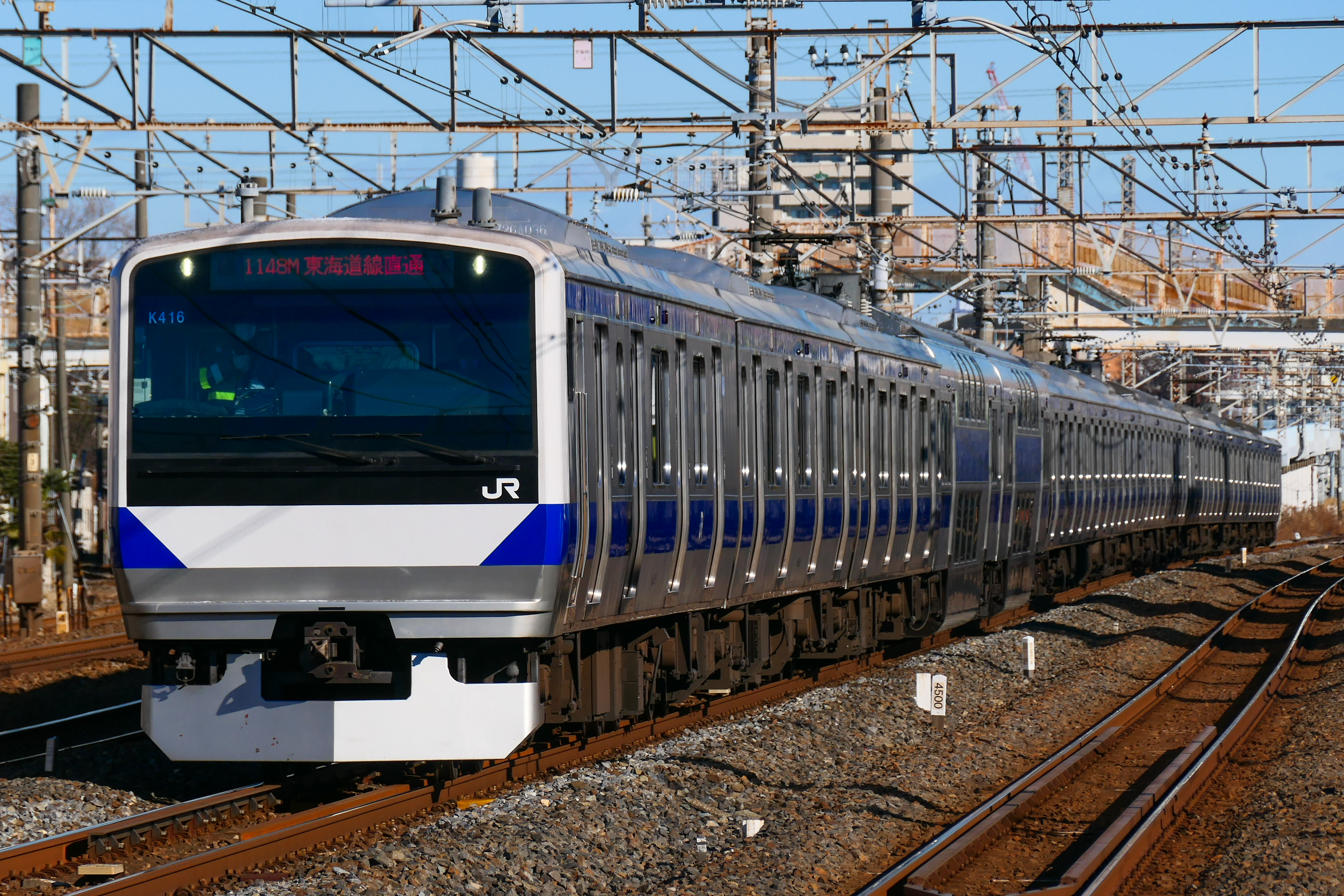
E531系

総合車両製作所新津事業所への継承後に製造
- E235系[16][17][備 6]
- E129系
- E131系
- E721系[備 7]

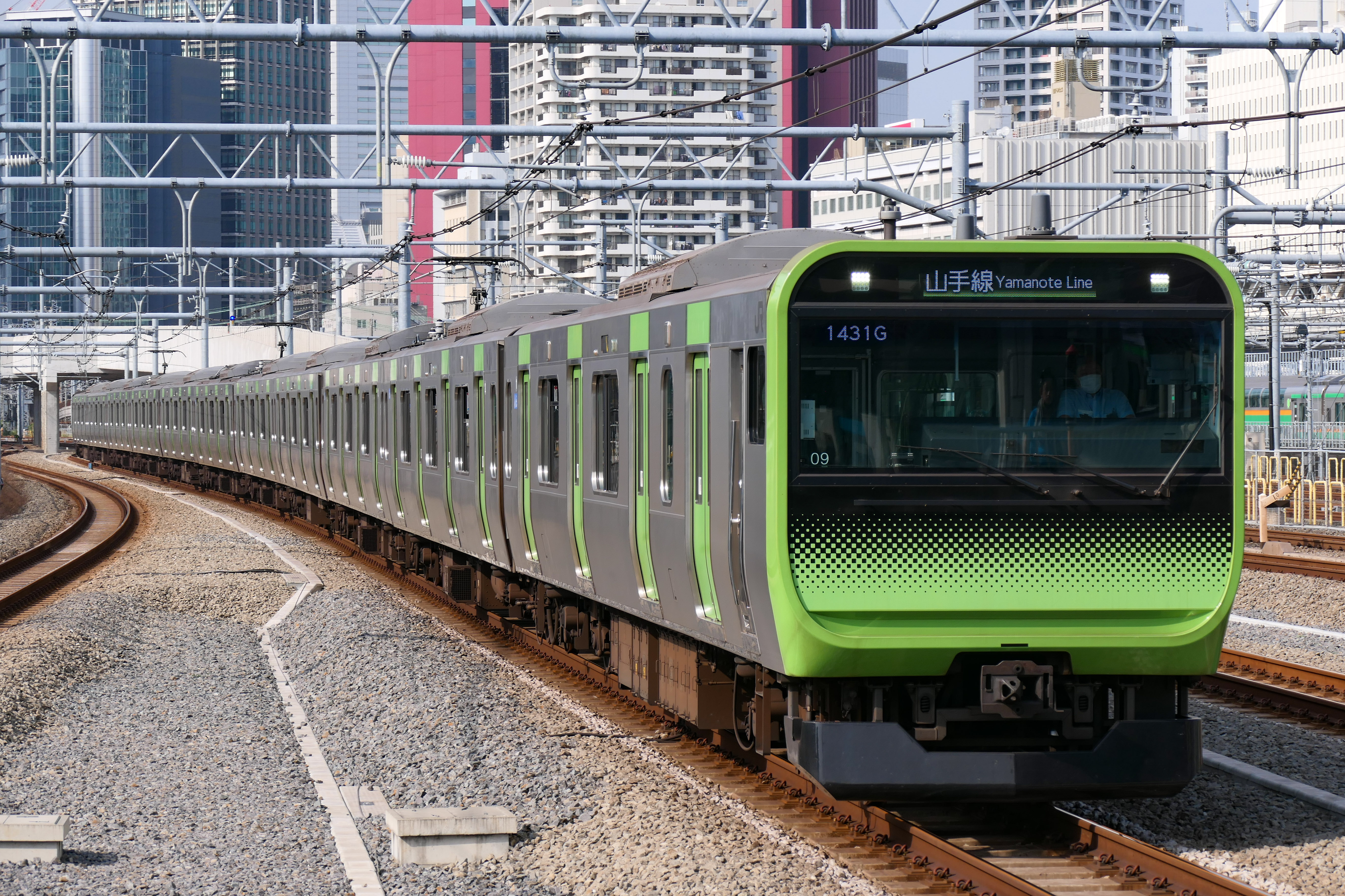
E235系（山手線）
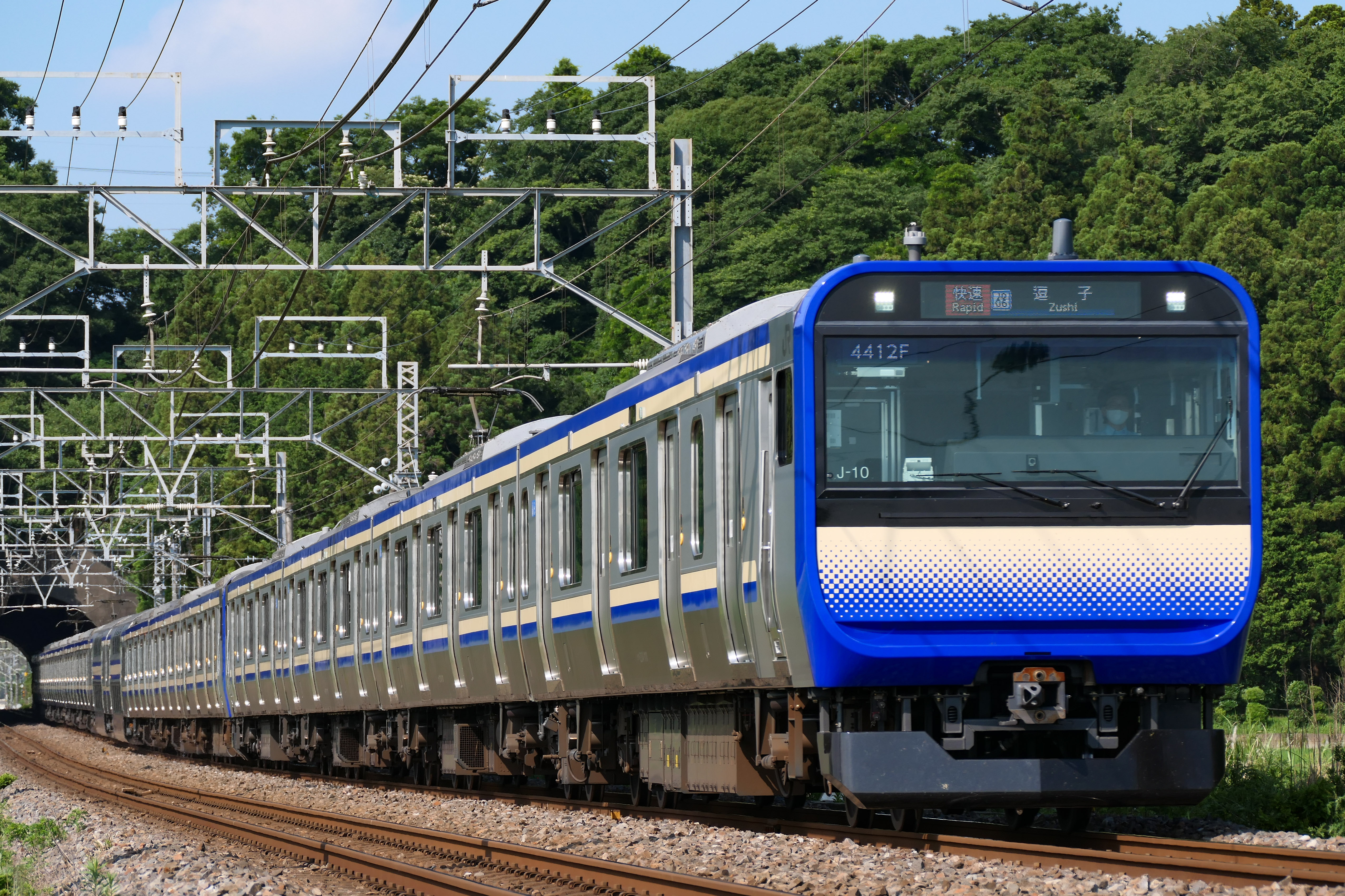
E235系1000番台（横須賀・総武快速線）
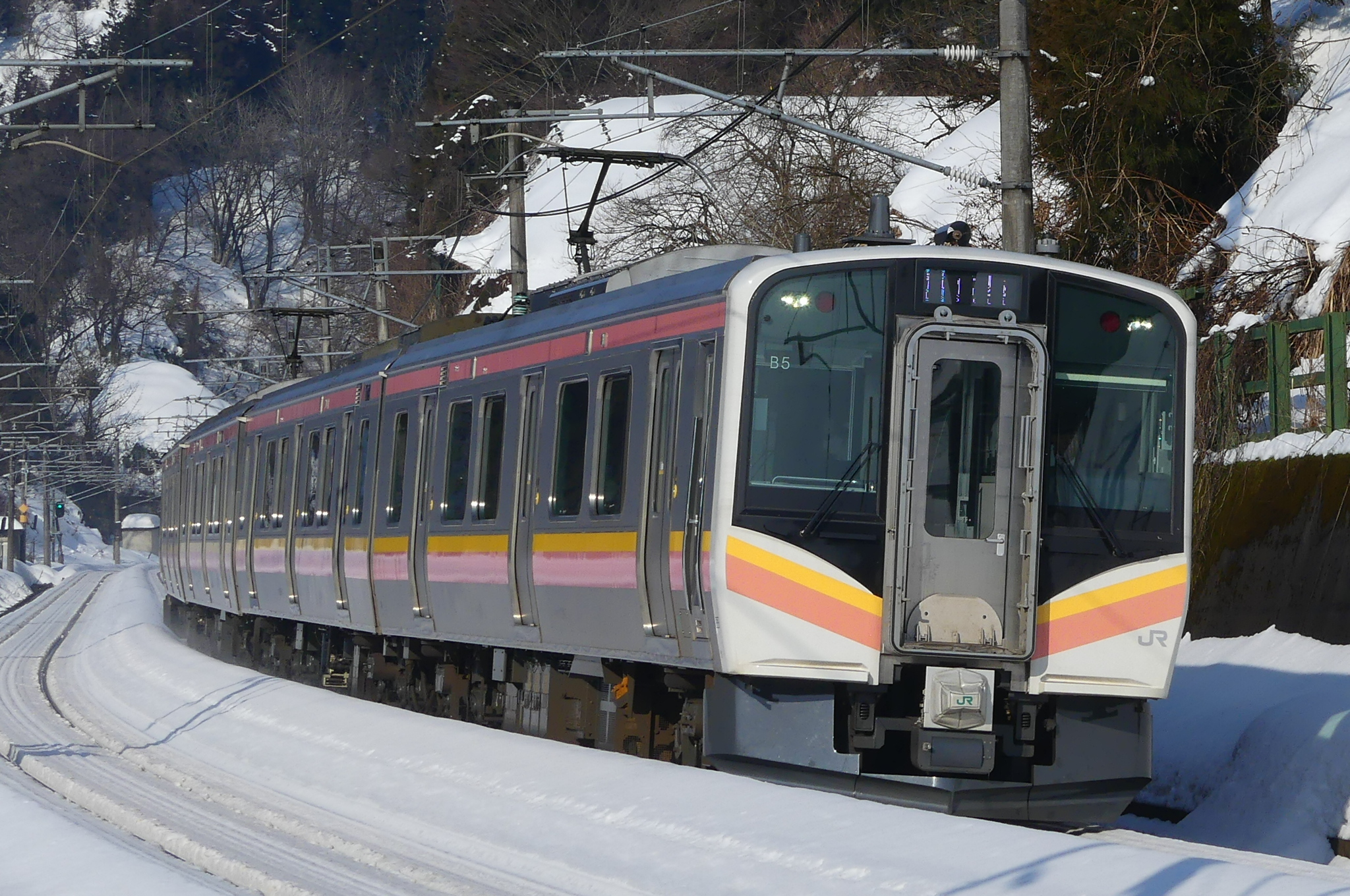
E129系
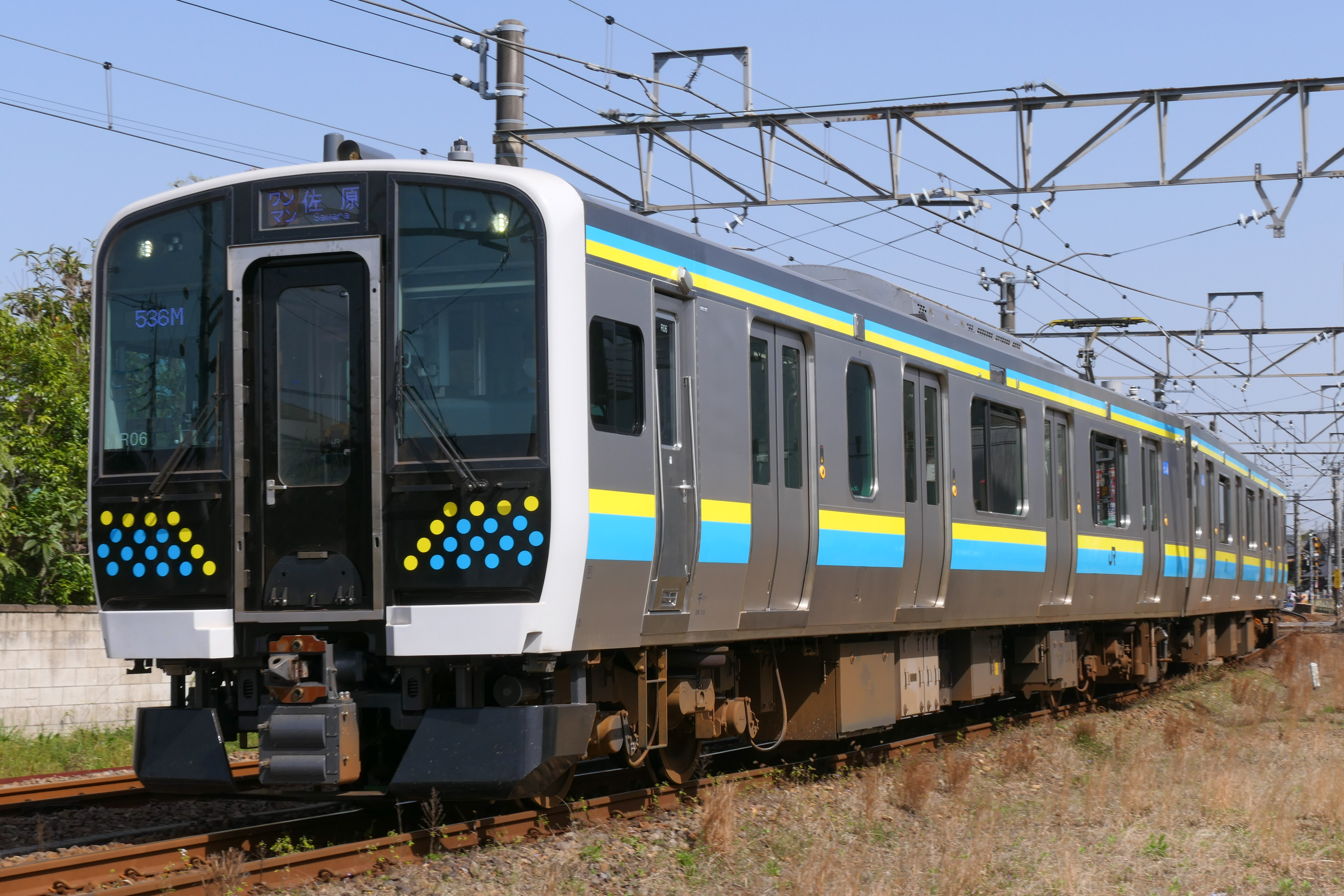
E131系0番台 （房総地区）
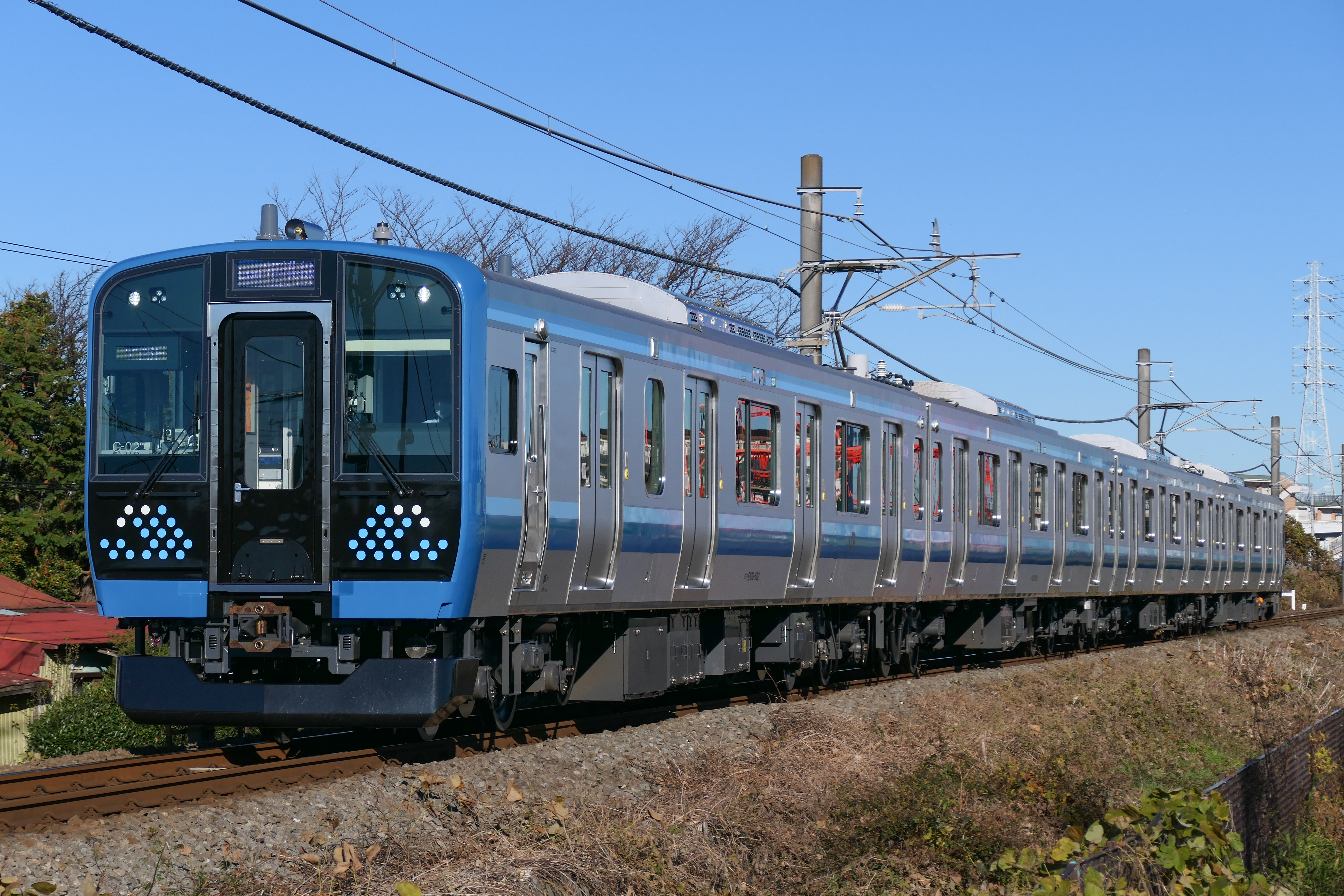
E131系500番台 （相模線）
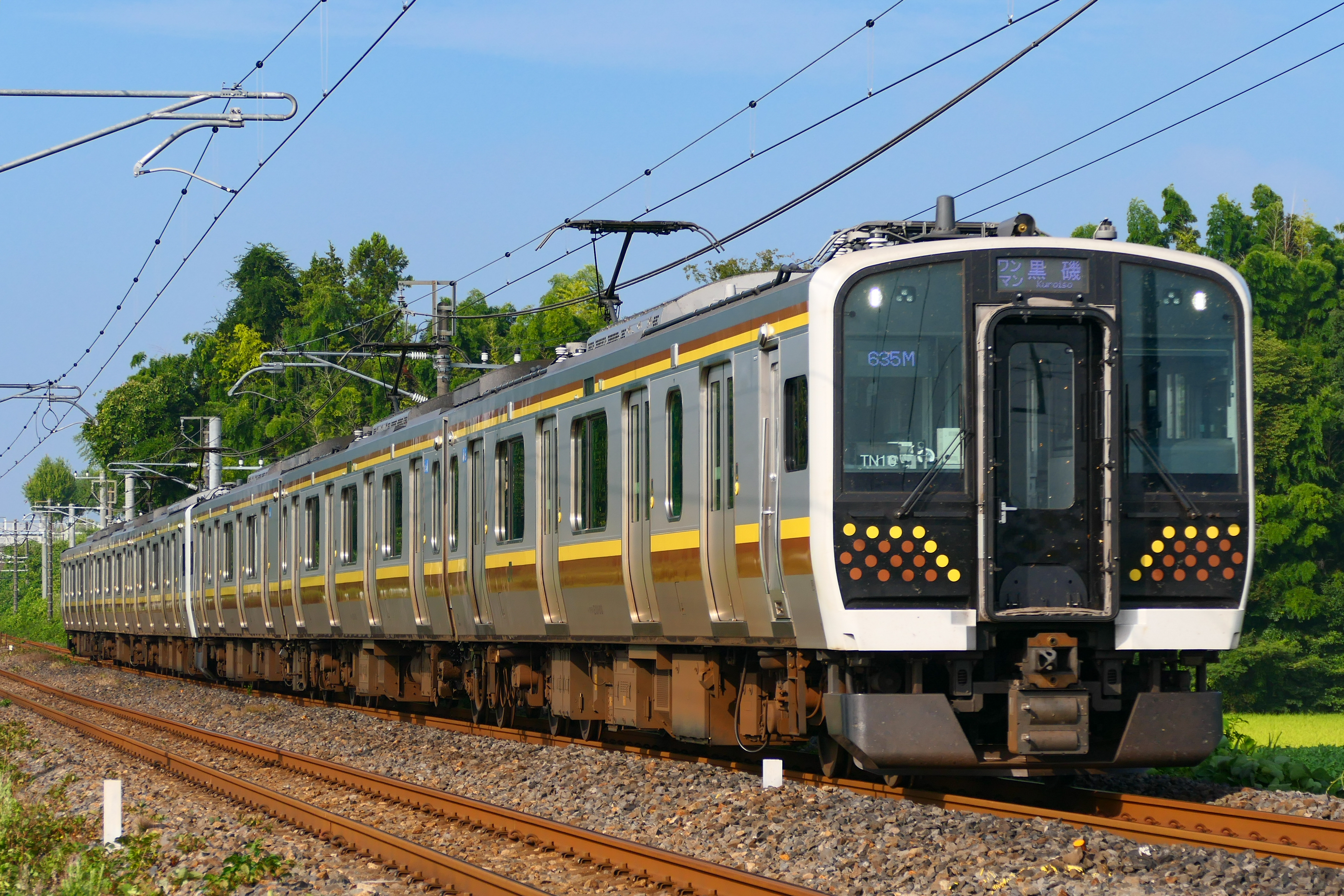
E131系600番台 （宇都宮・日光線）
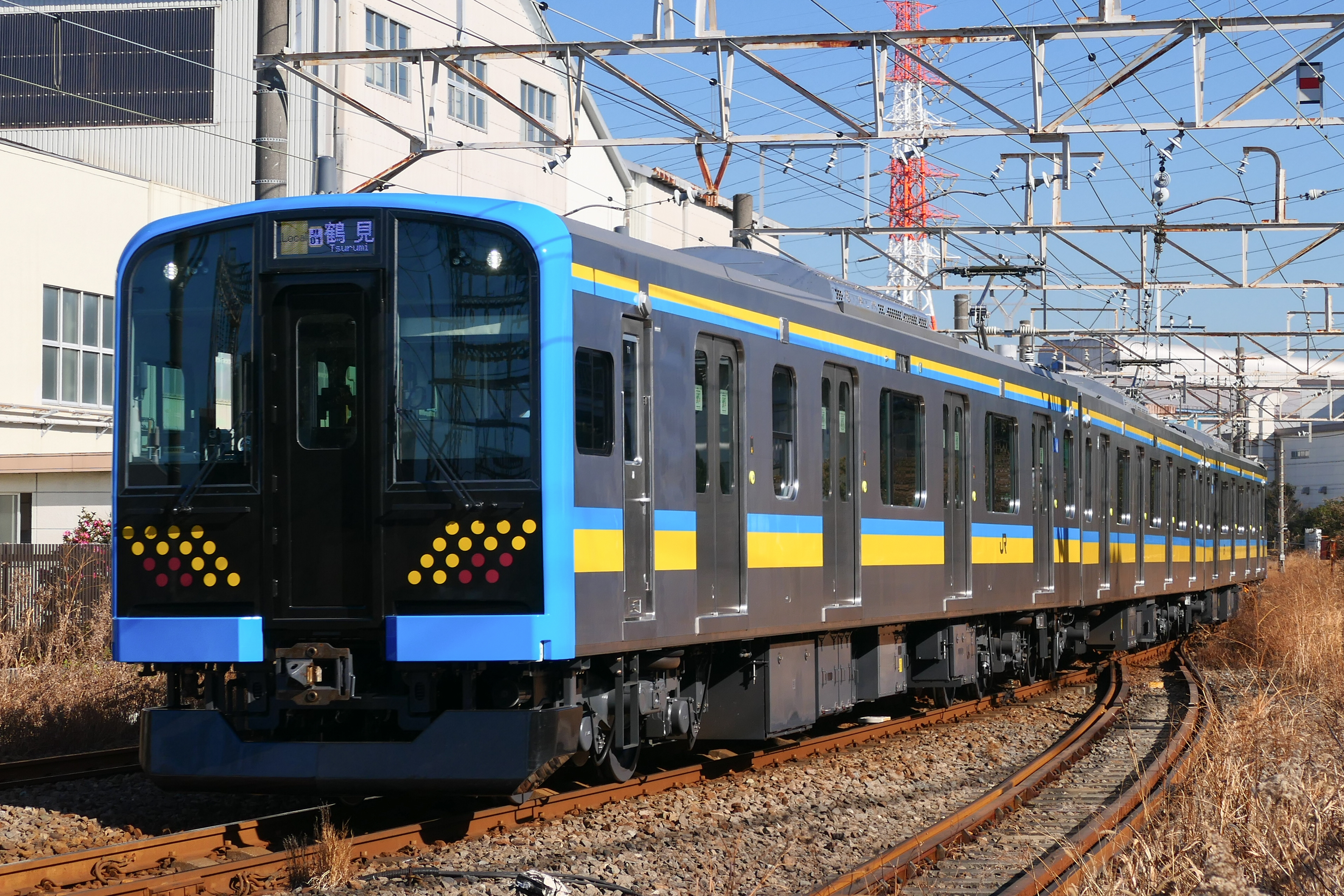
E131系1000番台 （鶴見線）
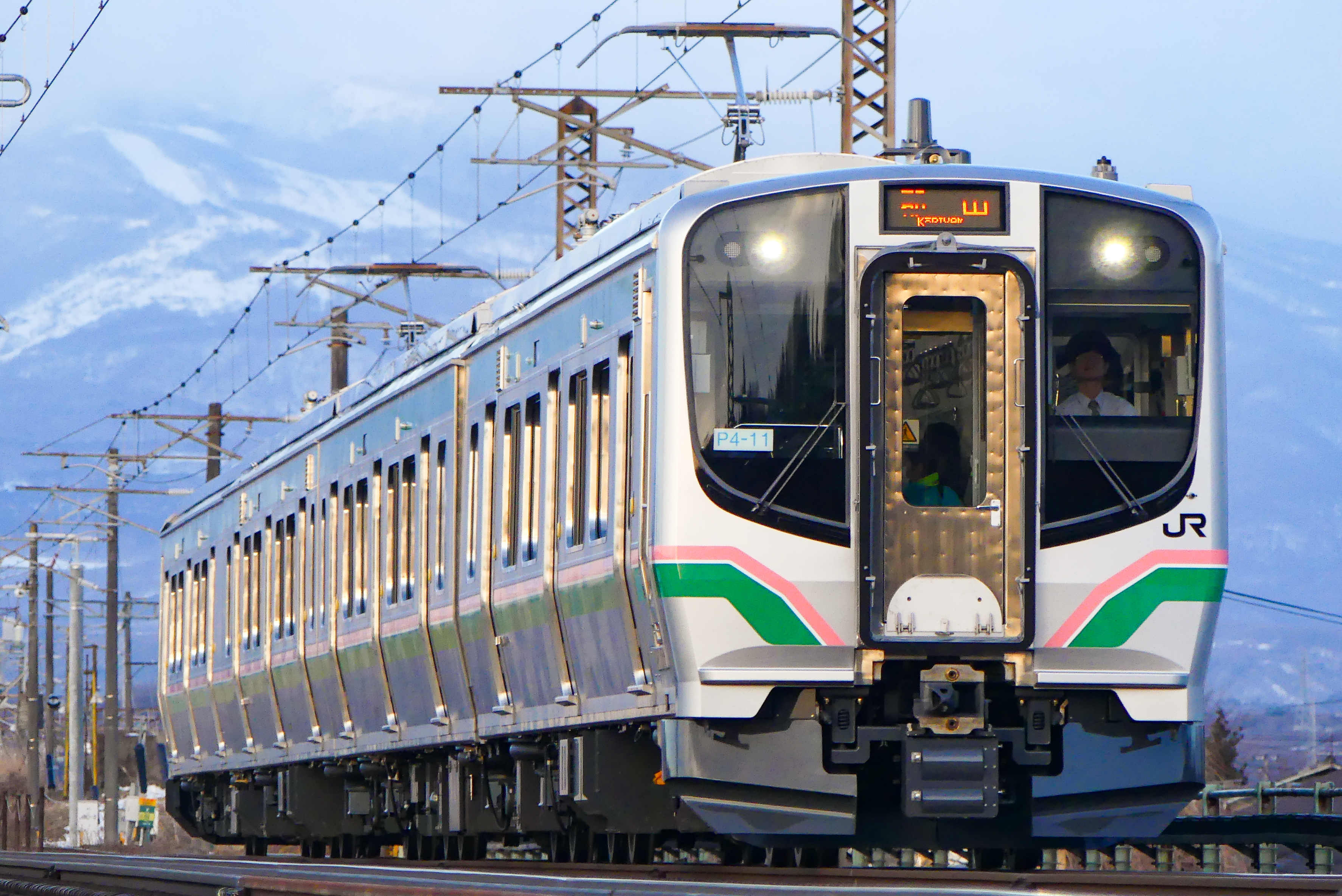
E721系

現在製造中
- E131系（仙石線用）

なお、E217系などに連結されている2階建てグリーン車については、本事業所に製造ラインがないため、横浜事業所や他のメーカーが製造を担当し、製造後本事業所まで輸送された後、本事業所製の車両と編成を組む（後節を参照）。

### 他事業者向け
JR東日本新津車両製作所時代に製造

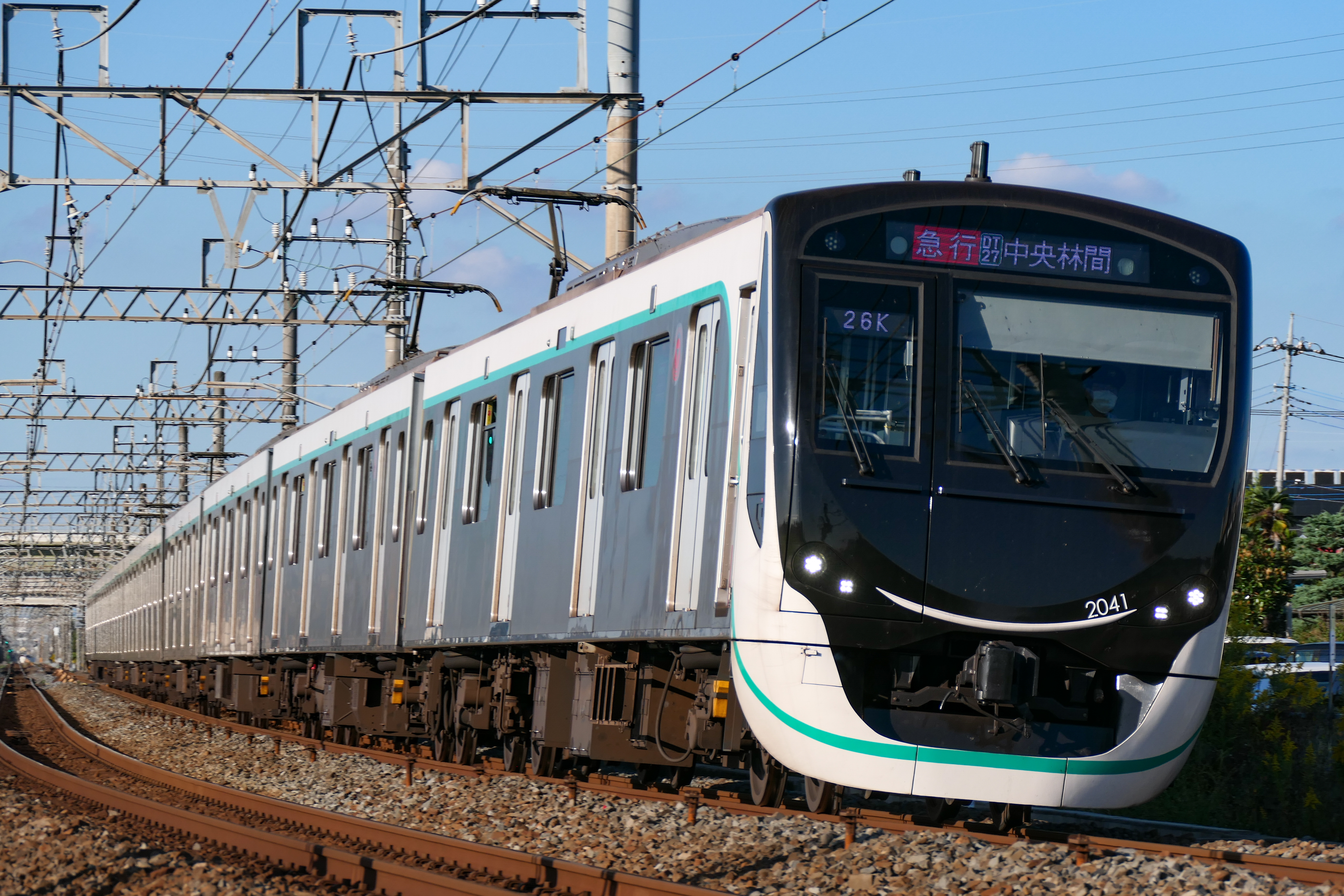
相鉄10000系電車- 22両を製造
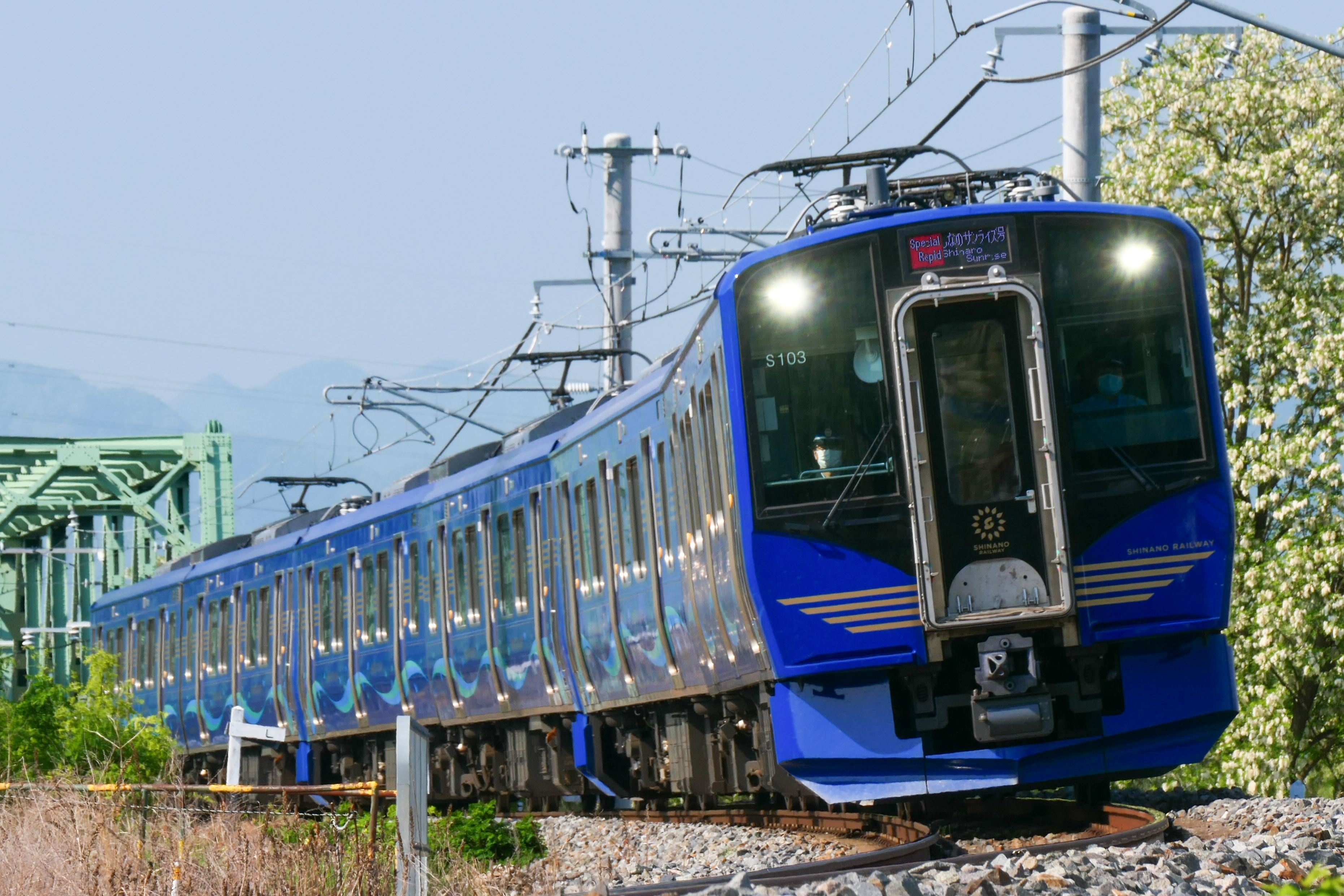
相鉄11000系電車 - 13両を製造
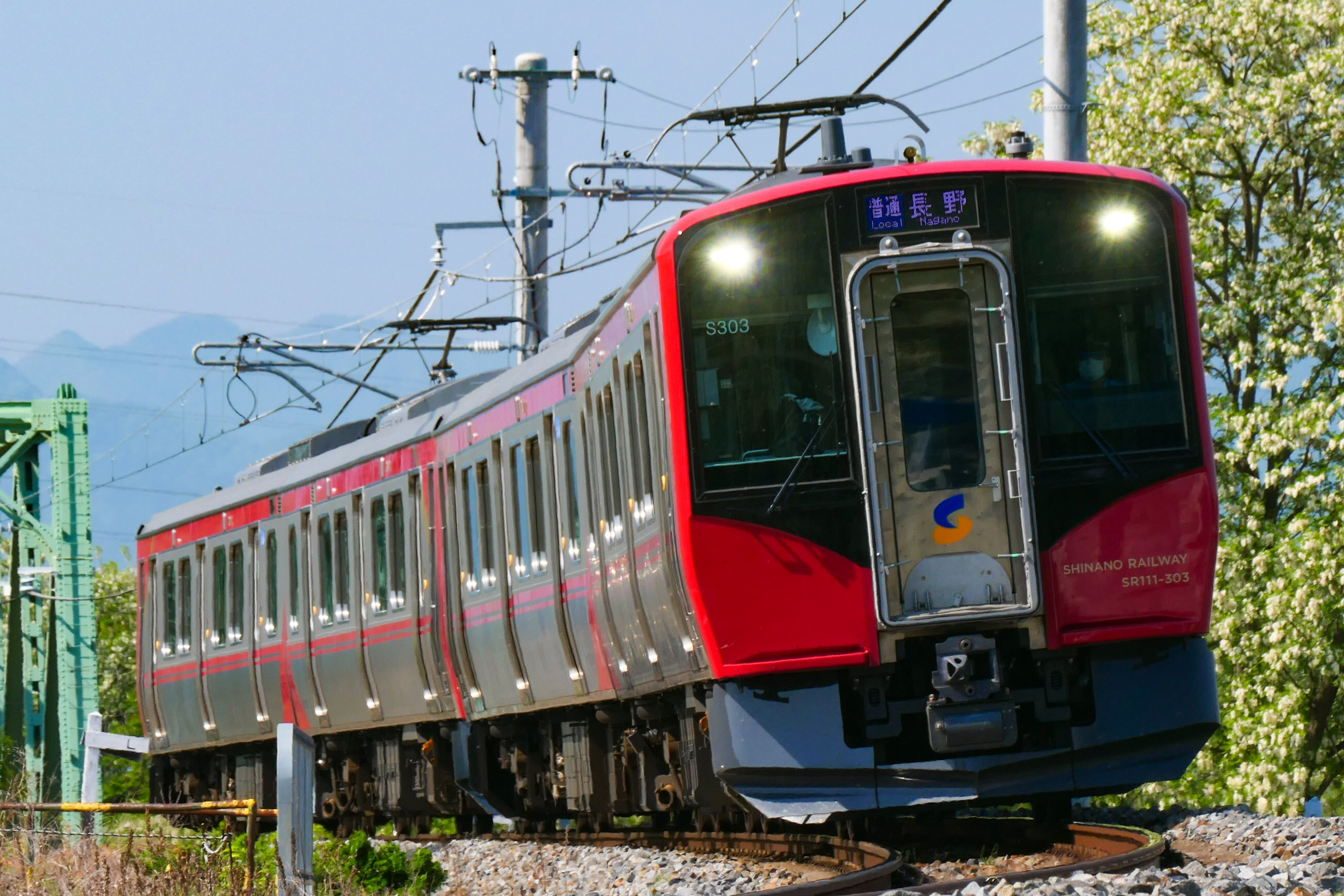
SR1系300番台

- 東京都交通局10-300形電車 - 中間車20両
- 小田急4000形電車 (2代) - 16両

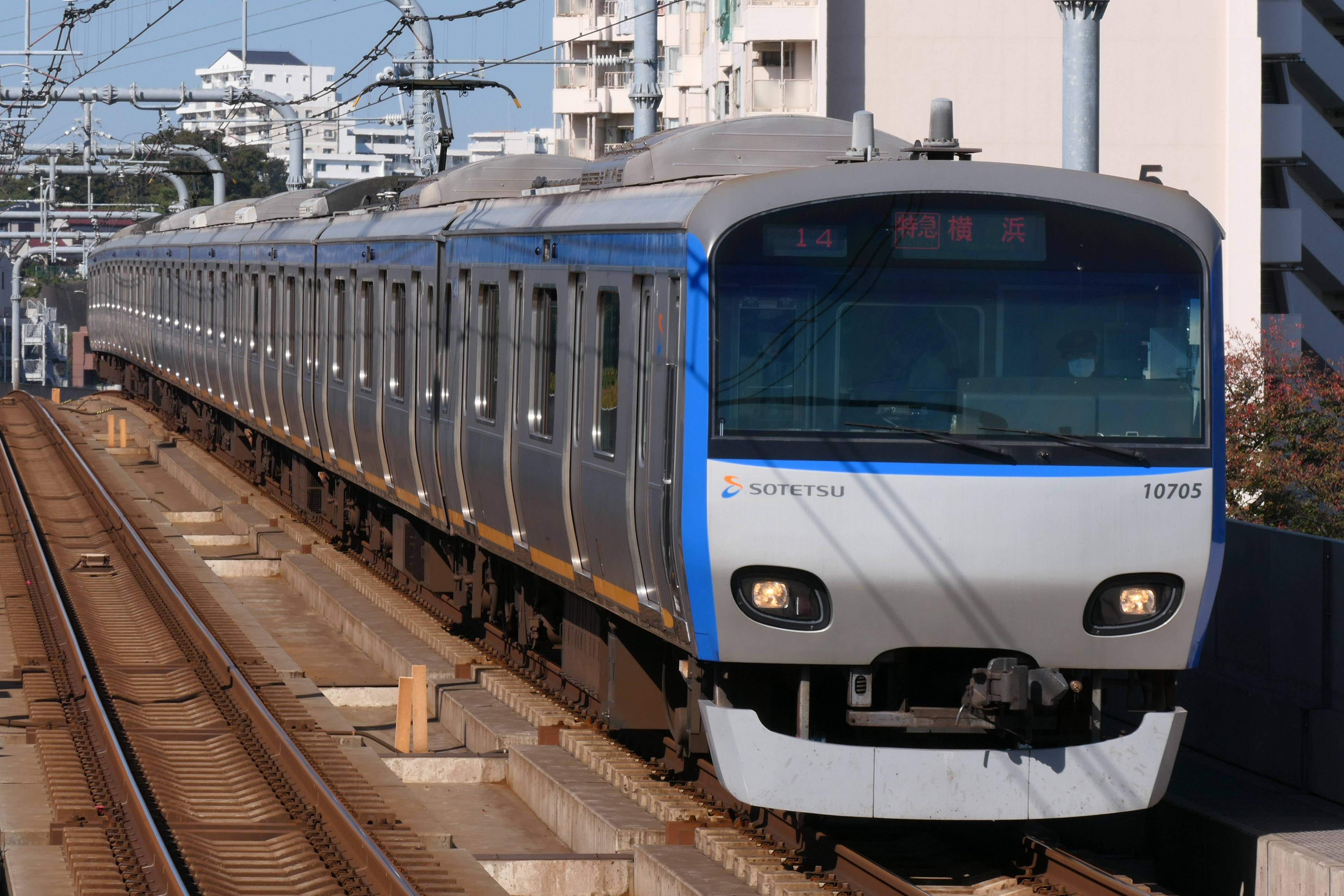
相鉄10000系電車
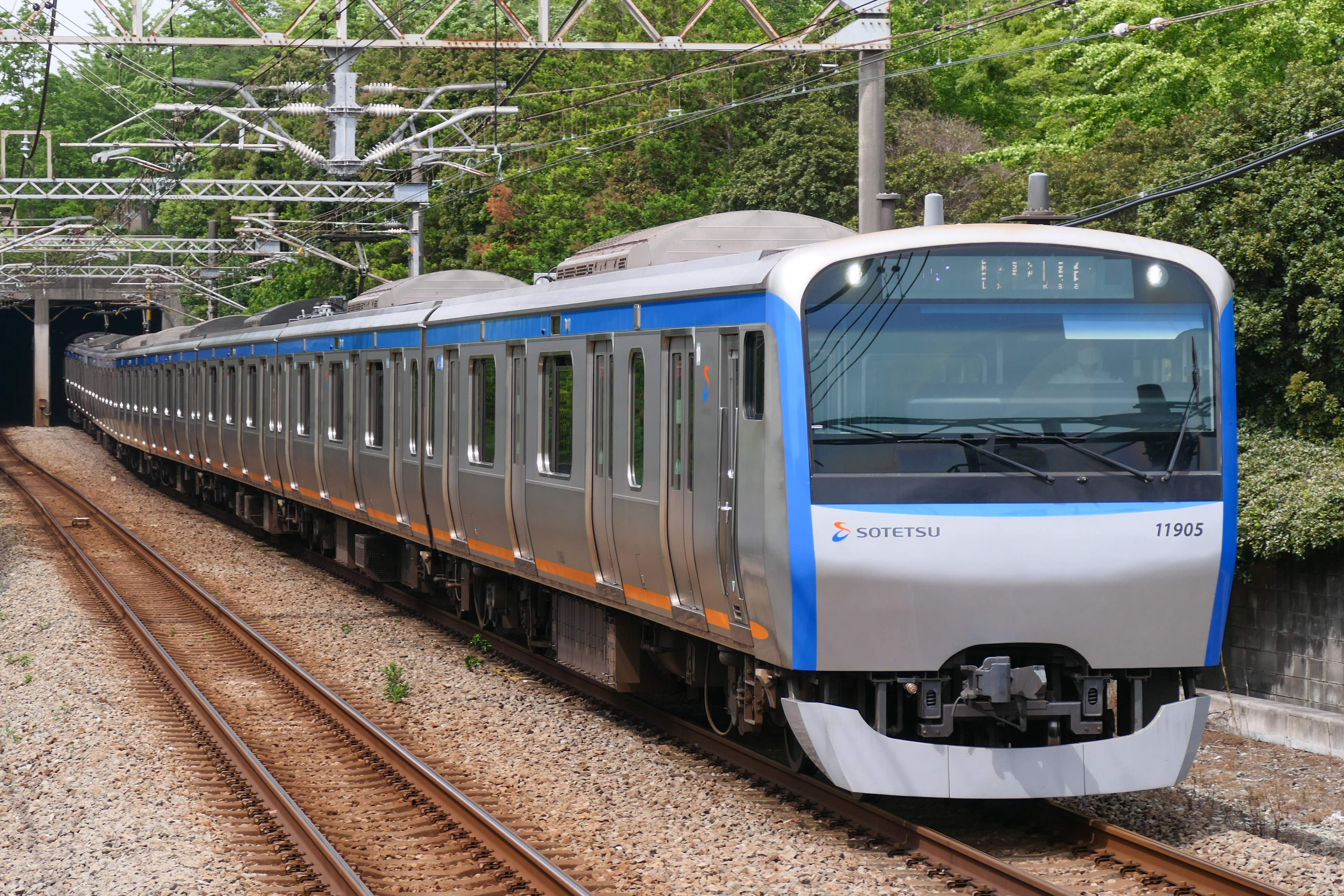
相鉄11000系電車
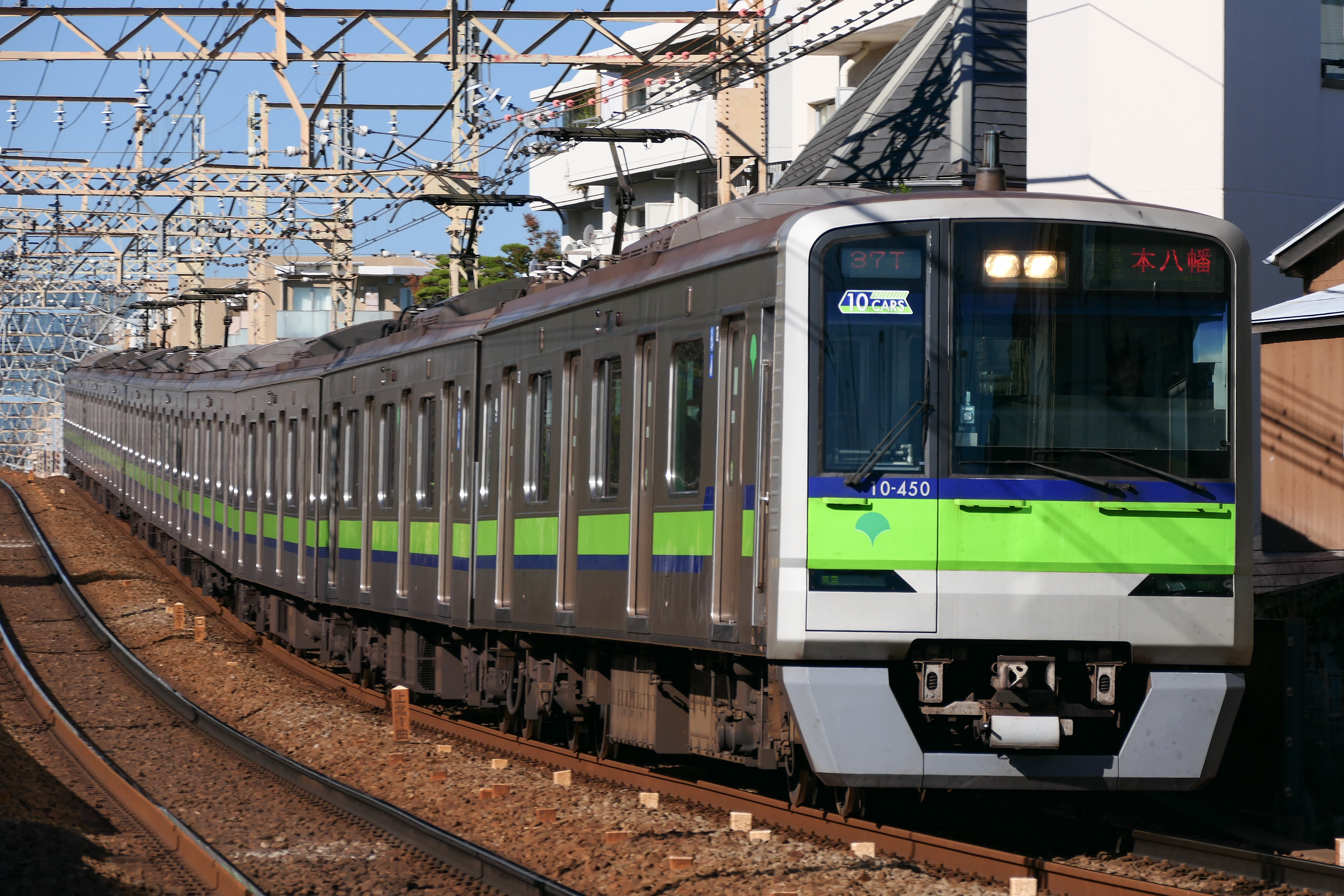
東京都交通局10-300形電車
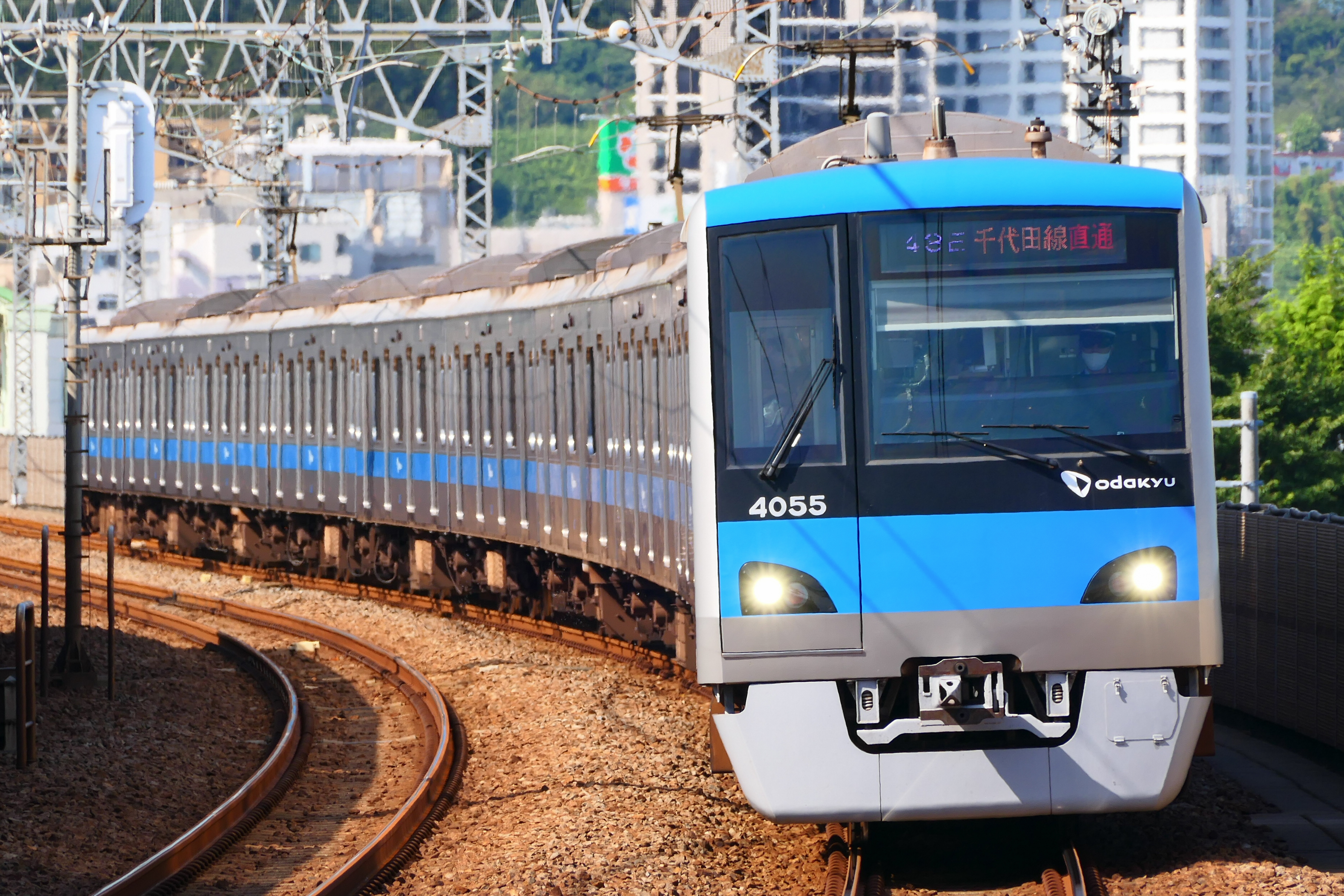
小田急4000形電車

総合車両製作所新津事業所への継承後に製造
- 東急2020系・6020系電車 - 210両（10両編成21本、その内の6020系はQシート車2両のみ）を製造[備 8]
- しなの鉄道SR1系電車[22] - 100番台6両（2両編成3本、S101-103編成）、300番台12両（2両編成3本、S304-309編成）を製造

- 東急2020系
- SR1系100番台
- SR1系300番台

現在製造中
- 東京臨海高速鉄道71-000形電車
- 東急6020系電車（6050番台）

### 車両輸送
JR東日本の車両の場合は、総合車両製作所移管前は最寄りの新津駅から直接、移管後は本線試運転を終えて新潟車両センターへ入区してJR東日本へ引き渡しを行った後、同センターから基本的に同社所有の機関車（専用の装備を施したEF64形1000番台1030 - 1032号機またはEF81形0番台134・140・141号機）の牽引によって配給列車扱いで配置区所へ輸送されている。また、2階建てグリーン車を連結する車両（E217系、E231系近郊タイプ、E233系3000番台、E531系、E235系1000番台）は、グリーン車は総合車両製作所横浜事業所（旧：東急車輛製造時代も含む）や川崎重工業兵庫工場（現：川崎車両兵庫工場）で製造され、本事業所に輸送（甲種輸送）のうえ、本事業所で製造した普通車と組み合わせて編成を完成させ、完成後は前述の同様の経路で引き渡し、同社他の新製車両と同様に輸送される。なお、自力回送を行わないのは長岡駅から先の踏切が軽量化対策がされておらず、軽量車が通過した場合に踏切不動作などのおそれがあるため、重量のある電気機関車を先頭にすることで、軌道短絡を確実に行えるようにしている。例外として、E129系など新潟車両センター配置車両の場合は同センターにて引き渡しを終えた段階で配置完了となる。
JR東日本以外の車両（相鉄10000系や東京都交通局10-300形など）はJR貨物により甲種輸送として輸送される。

### 備考
1. 1 2  新津では全てJR東日本新津車両所時代に製造した車両。
2. ↑  新津ではJR東日本新津車両製作所時代に製造した車両。
3. ↑  500番台は全て新津で製造。
4. ↑  500番台とその6扉車置換え用4扉車は全て新津で製造。
5. ↑  5000番台・8000番台は全て新津で製造。
6. ↑  0番台及び1000番台の普通車は全て新津で製造。なお、グリーン車（1000番台のみ）の製造は横浜事業所だが、1000番台については全車両『JR電車編成表』や鉄道ファン付録の「JR旅客会社の車両配置表／JR車両のデータバンク」などの新製車両表の製造所は当事業所製と記載している[16][17]
7. ↑  1000番台の中間車2両×19編成分=計38両製造（同番台の先頭車は横浜事業所で製造）
8. ↑  2020系10両編成19本と、2020系9両に6020系Qシート車を組み込んだ10両編成2本。